# Kutno
Kutno – miasto w centralnej Polsce, w województwie łódzkim, siedziba powiatu kutnowskiego oraz wiejskiej gminy Kutno, nad rzeką Ochnią (dopływem Bzury).
Powstanie miejscowości mogło nastąpić już w połowie XII wieku. Prywatne miasto szlacheckie lokowane w 1386 roku. W XII–XIII znajdowało się w kasztelanii łęczyckiej prowincji łęczyckiej i w kasztelanii łęczyckiej księstwa łęczyckiego. W XVI wieku położone było w powiecie gostynińskim województwa rawskiego. Zdegradowane przed 1500 rokiem, ponowna lokacja w 1504 roku, degradacja przed 1700 rokiem, nadanie praw miejskich w 1766 roku. W latach 1975–1998 Kutno administracyjnie należało do województwa płockiego.
Według danych GUS z 31 grudnia 2022 r. miasto liczyło 41 231 mieszkańców (patrz sekcja Demografia).
Węzeł komunikacyjny, do czasu transformacji ustrojowej ośrodek przemysłu elektronicznego (zakłady Unitra Miflex), maszynowego (Zakłady Maszynowe Kraj). Aktualnie siedziba podstrefy Łódzkiej Specjalnej Strefy Ekonomicznej.

## Położenie
Kutno znajduje się w północnej części województwa łódzkiego i leży zaledwie o 20 km na północny zachód od geometrycznego środka Polski.
Według danych z 1 stycznia 2022 powierzchnia miasta wynosi 33,6 km².
Według fizycznogeograficznego podziału Polski miasto to leży na zachodnim skraju Równiny Kutnowskiej, należącej do makroregionu Niziny Środkowomazowieckiej. Na południe od Kutna Równina Kutnowska graniczy z należącą do tego samego regionu Równiną Łowicko-Błońską, na zachodzie rozciąga się Wysoczyzna Kłodawska, zaliczona do Niziny Południowowielkopolskiej. Na północ od linii Przedecz–Gostynin zaczyna się pojezierze Kujawskie, należące do makroregionu Pojezierza Wielkopolskiego.
Pod względem historycznym Kutno położone jest na pograniczu ziemi gostynińskiej (części Mazowsza) i ziemi łęczyckiej. Większa część Kutna leży w ziemi gostynińskiej, na obszarze dawnego powiatu gostynińskiego w województwie rawskim, zaś południowa i wschodnia część Kutna (obejmująca części miasta: Łąkoszyn, Antoniew, Wiktoryn, Sklęczki, Stodółki, Puśniki i Kotliska Małe) położona jest w ziemi łęczyckiej. Dzielnica Kutna Łąkoszyn stanowiła odrębne miasto w powiecie łęczyckim w województwie łęczyckim. Początkowo Kutno w całości należało do ziemi łęczyckiej, po czym od XIII w. stanowiło część mazowieckiej enklawy otoczonej terytorium łęczyckim.
Miasto sąsiaduje z gminą Krzyżanów i gminą Kutno.

### Podział Kutna

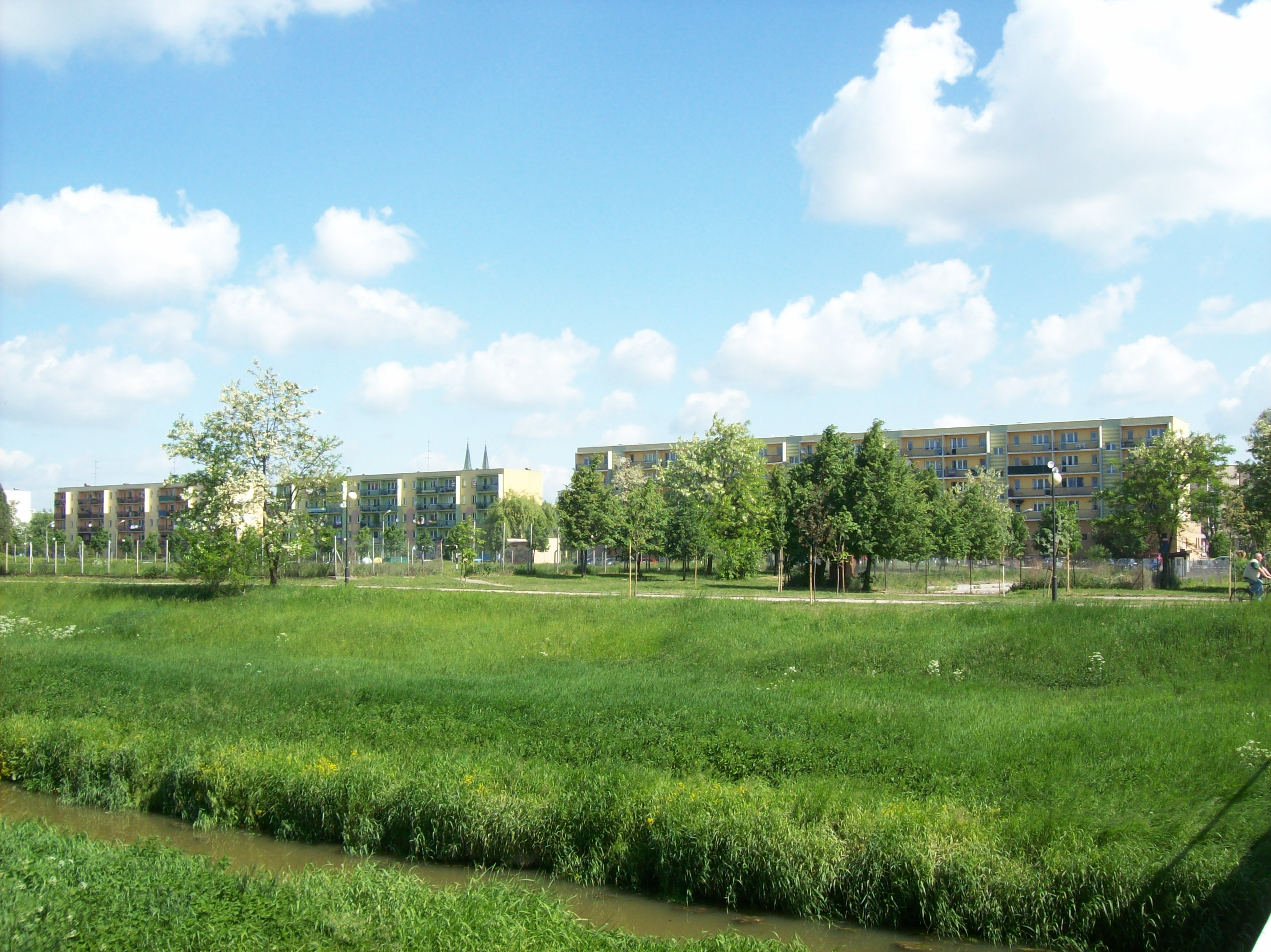
Jedno z osiedli mieszkaniowych Kutna – widok znad rzeki Ochni

Kutno nie wydzieliło jednostek pomocniczych miasta (dzielnic, osiedli). Pewne części miasta przyjęło się nazywać zwyczajowo osiedlem (np. Osiedle Łąkoszyn). Podziały te są najczęściej pozostałością historyczną i tak na przykład Os. Łąkoszyn jest pozostałością po mieście Łąkoszyn, które dawniej zostało wcielone w skład Kutna.
Na potrzeby Systemu Informacji Miejskiej przyjęto podział miasta na szesnaście obszarów: Azory, Batorego, Centrum, Dybów, Grunwald, Józefów, Kościuszków, Łąkoszyn, Łęczycka, Majdany, Piaski, Rejtana, Sklęczki, Tarnowskiego, Warszawskie Przedmieście, Wenecja.

## Środowisko naturalne

### Klimat
Klimat Kutna zbliżony jest do klimatu panującego na całym obszarze nizinnym Polski. Temperatury kształtują się pod wpływem zarówno powietrza kontynentalnego, jak i również oceanicznego. Roczna amplituda temperatury wynosi 21,7 °C, a średnia trzydziestoletnia w styczniu: – 3,3 °C; w lipcu: 18,4 °C.
Kutno leży w strefie najniższych opadów w Polsce. Przeciętna ich suma roczna kształtuje się na poziomie 550 mm, jednak w poszczególnych latach może być ona znacznie niższa. Brak opadów wywołuje groźne dla Kutna i okolic zjawisko stepowienia obszarów rolnych. Proces ten pogłębia dodatkowo mała lesistość i bardzo intensywne rolnictwo prowadzone w całym powiecie kutnowskim. Najwięcej opadów występuje w okresie letnim, a zwłaszcza w lipcu, kiedy w Kutnie spada około 17% wszystkich opadów w roku. Najmniej opadów notuje się w miesiącach zimowych i marcu. Kutno wyróżnia się wyjątkowo małą ilością burz. Średnio w roku liczba dni burzowych wynosi 5 (liczba ta stanowi połowę średniej dla całego kraju). Pokrywa śnieżna utrzymuje się dość krótko, to jest około 39 dni w roku. Na obszarze miasta notuje się w ciągu roku przeciętnie 21 dni z mgłą. Najczęściej pojawia się ona późną jesienią i zimą. W dolinie rzeki Ochni unosi się często mgła lokalna.
Zachmurzenie waha się od 50% we wrześniu do 80% w grudniu, a na przestrzeni roku odnotowuje się średnio 50 dni pogodnych i 130 pochmurnych.
Ukształtowanie kierunków wiatru jest zbieżne z charakterystyką innych regionów. Dominuje przede wszystkim wiatr zachodni, natomiast w okresie zimowym wzrasta częstotliwość wiatru południowo-zachodniego. Latem najczęstszy jest wiatr północno-zachodni.

## Historia

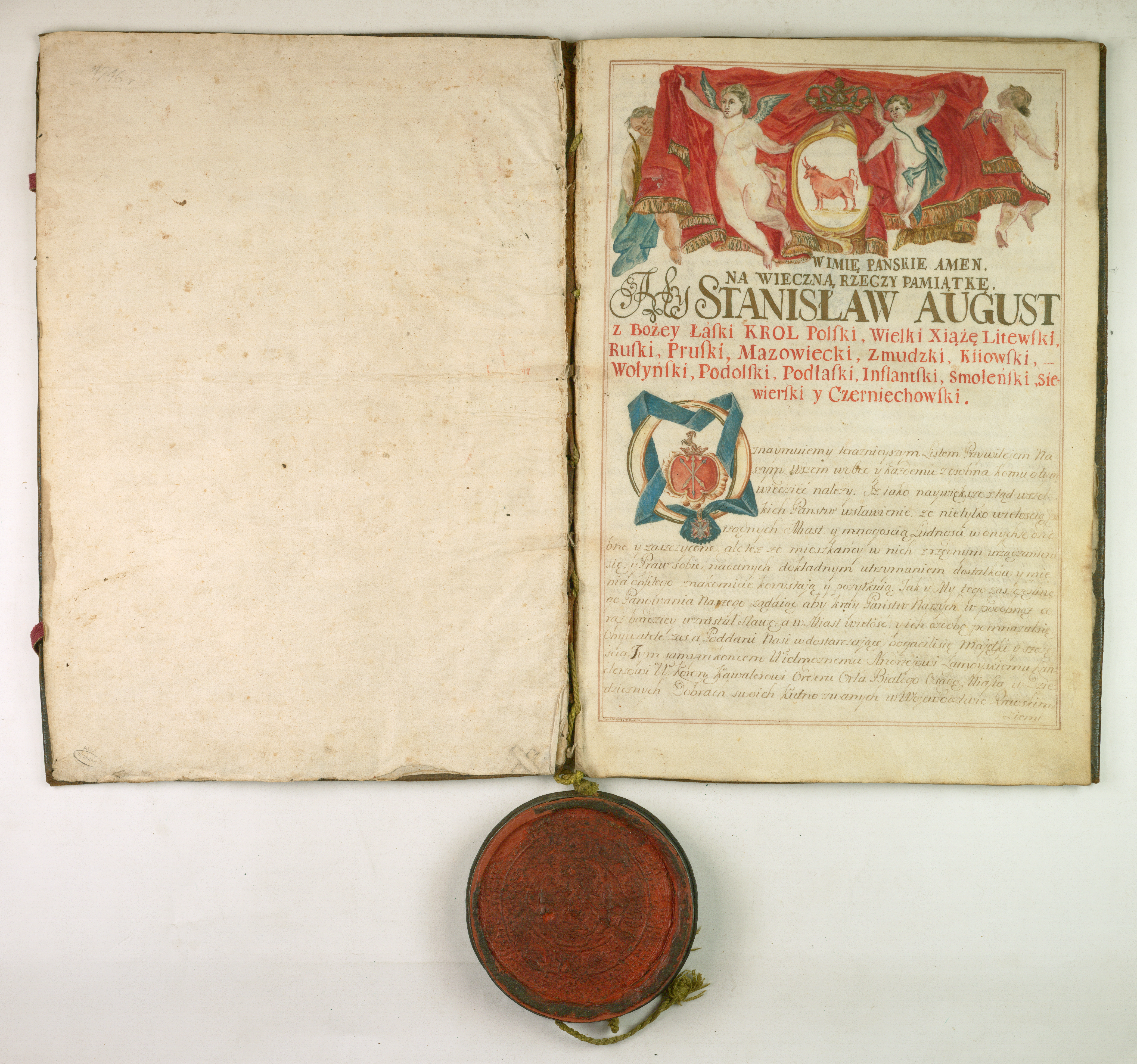
Stanisław August, król polski, zezwala Andrzejowi Zamoyskiemu, kanclerzowi wielkiemu koronnemu, na lokację miasta Kutna na prawie magdeburskim w jego dobrach dziedzicznych, 1766, Archiwum Główne Akt Dawnych

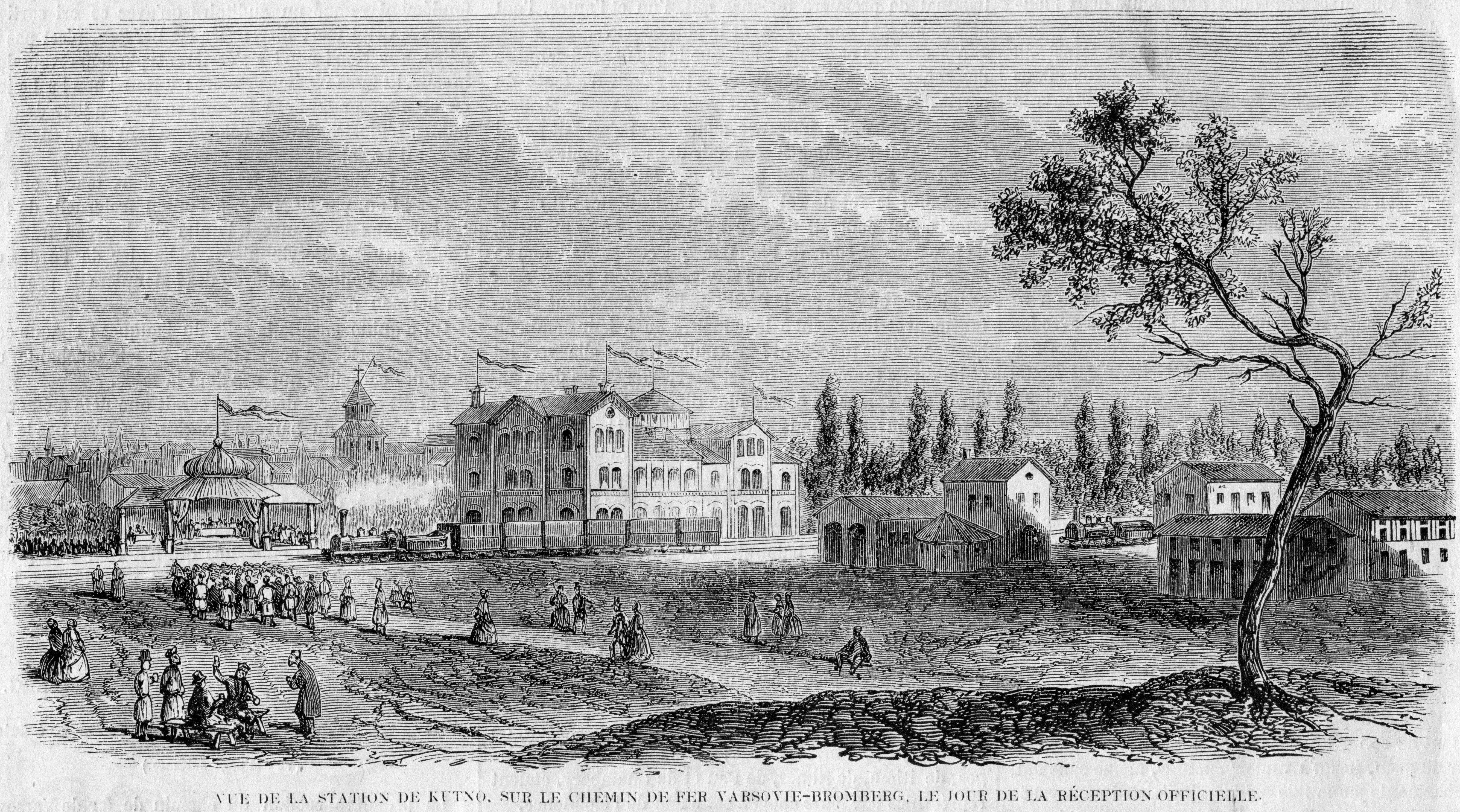
Widok na stacje Kutno w dzień oficjalnego otwarcia; L’Illustration, 1862

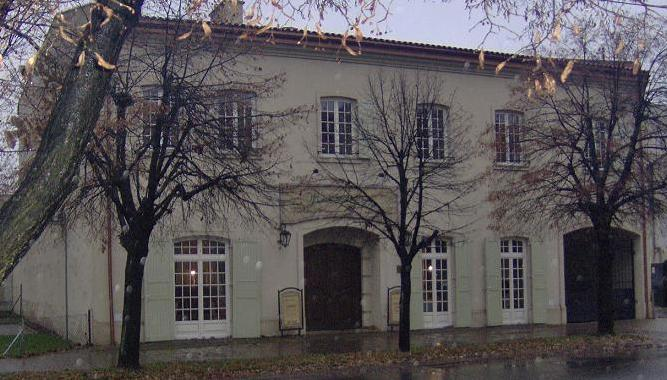
Budynek z ok. 1924 roku. Obecnie cukiernia „Cukrovnia”.

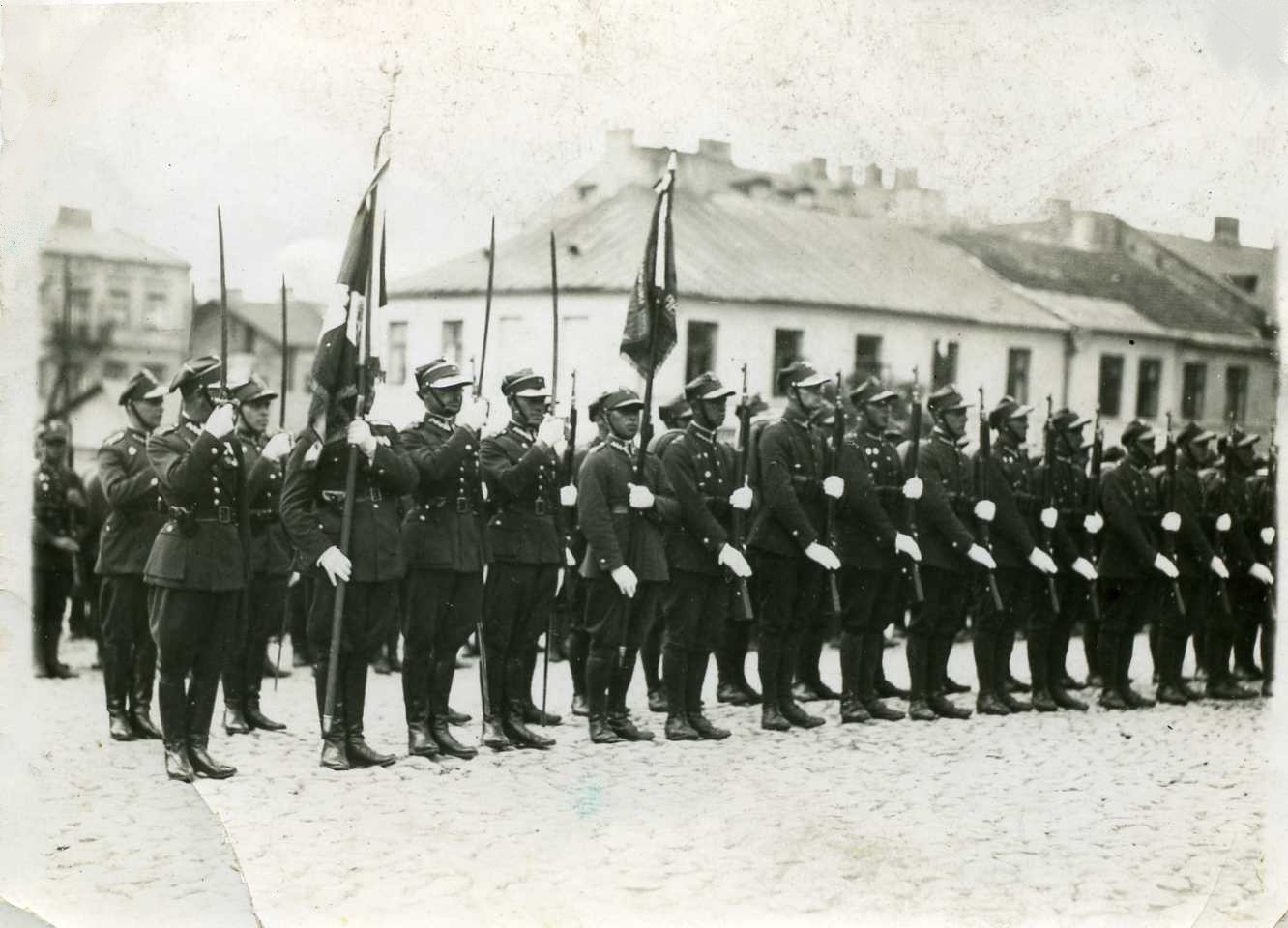
Kompania honorowa 37 Pułku Piechoty ze sztandarem i sztandarem harcerskim I KDW im. T. Rejtana (ul. Królewska?) – rok 1933

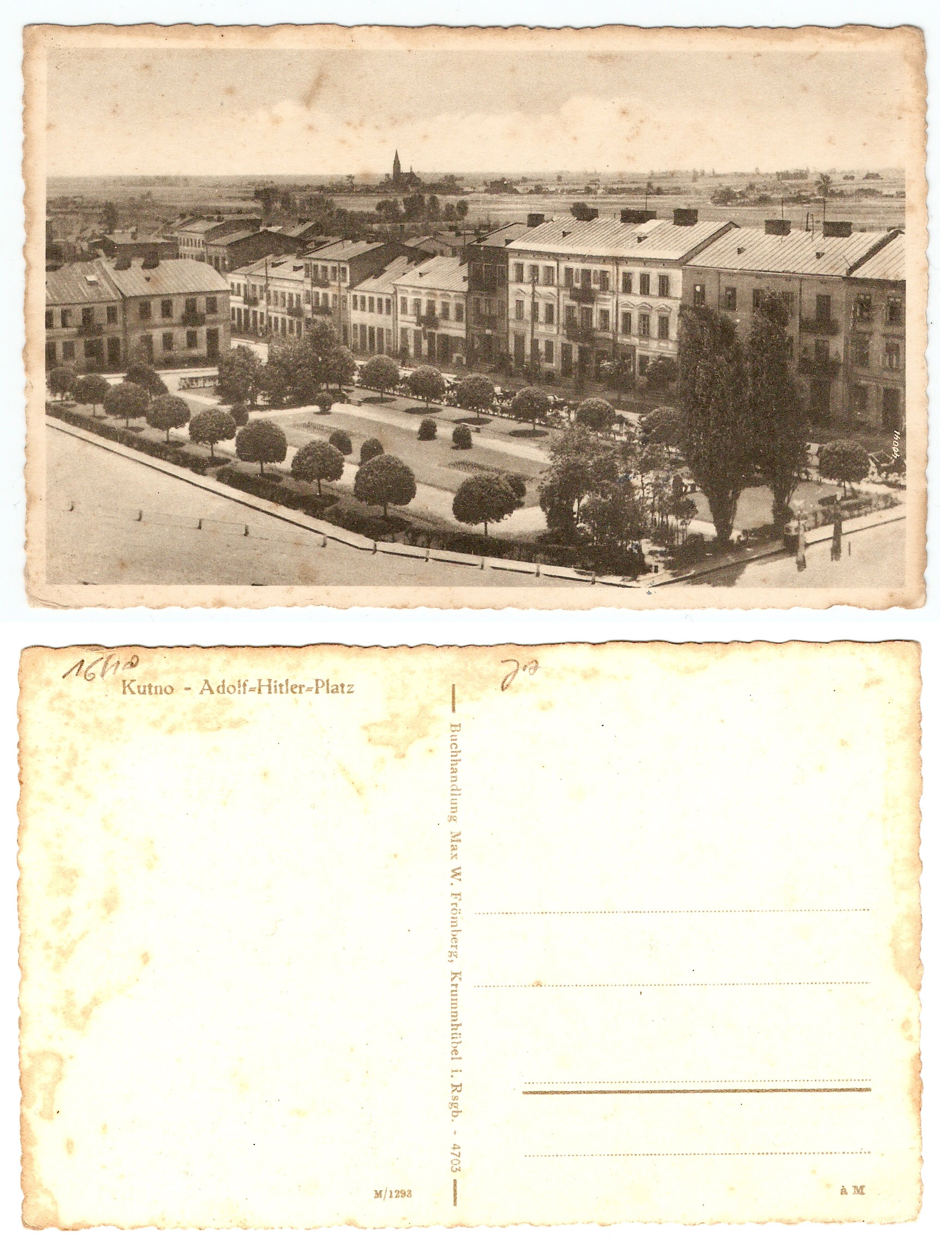
Centralny plac miasta Adolf Hitler Platz – niemiecka kartka pocztowa z Kutna z czasów II wojny światowej. Dziś plac im. Marszałka Józefa Piłsudskiego

### Początki miasta
Kutno należy do bardzo starych osad; powstanie miejscowości, z wielkim prawdopodobieństwem, mogło nastąpić już w połowie XII wieku. Świadczyć o tym może dokument uposażenia prepozytury łęczyckiej wydany z racji konsekracji kolegiaty w Łęczycy w 1161 roku. Zobowiązywał on między innymi mieszkańców Kutna do przekazywania dziesięciny na rzecz kolegiaty łęczyckiej.
Miasto powstało najprawdopodobniej na przełomie XIII i XIV wieku, jego nazwa po raz pierwszy pojawia się w dokumencie z 1301 roku. Dokument ten wystawili Leszek, Przemysł, Kazimierz – książę Kujaw, synowi Ziemomysława w obecności trzech dostojników dworskich i innych osób, zgromadzonych z okazji jakiegoś zjazdu lub odbywania sądów we Włocławku. Na liście świadków figuruje Michał pleban Kościoła w Kutnie, dlatego też w dokumencie jest wzmianka o istnieniu miasta, nic nie mówi jednak o jego początkach. W 1386 książę Siemowit IV wydał Andrzejowi de Kutno przywilej mocą, którego jego wsie Kutno i Sieciechów, zostały zwolnione od wszelkich opłat, posługi, ciężarów, z wyjątkiem 2 groszy z każdego łanu zboża. Mieszkańcy byli również zwolnieni od sądów ziemskich, odtąd odpowiadali tylko przed księciem. W 1386 nastąpiło nadanie wsi praw handlowych, a 46 lat później, w 1432 nadanie praw miasta. Pierwsze zapisy określające Kutno jako miasto pojawiły się w 1444 roku.
Kutno w XII–XIII znajdowało się w kasztelanii łęczyckiej prowincji łęczyckiej (do 1231), a następnie i w kasztelanii łęczyckiej księstwa łęczyckiego. Jeszcze w wieku XIII, bądź też w XIV, od księstwa łęczyckiego odpadło Kutno wraz z okolicznymi miejscowościami, które przeszły pod panowanie książąt mazowieckich. Po inkorporacji ziemi gostynińskiej w 1462 do Korony Polskiej, Kutno znalazło się w powiecie gostynińskim województwa rawskiego.

### Czasy nowożytne
1 lipca 1504 Mikołaj z Kutna uzyskał dla miasta prawo zezwalające na organizowanie jarmarku św. Wawrzyńca, co przyspieszyło rozwój handlowy miasta. W 1701 Kucieńscy odstąpili Kutno Annie Zamojskiej. Zamojscy długo toczyli rodzinny spór o tę własność. Miasto popadło w długi. W 1740 roku spadkobiercą zastawnym Kutna był Józef Antoni Sołłohub, wojewoda witebski. Sytuacja unormowała się, gdy właścicielem został Andrzej Hieronim Zamoyski. Nastąpiło wówczas ożywienie rozwoju Kutna.
W 1750 gdy król August III Sas polecił wybudowanie w Kutnie domu podróżnego znacznie wzrósł prestiż miasta. W efekcie powstał Pałacyk Pocztowy, zwany „Pałacem Saskim”. Został zbudowany w latach 1750–1753, po otwarciu Traktu Królewskiego z Drezna do Warszawy. Pałac zdobił bogaty wystrój architektoniczny, według projektu Jana Marcina Waltera. W 1753 Kutno zostało doszczętnie spalone. Wówczas spłonęły akta miejskie, a wśród nich dawny przywilej lokacyjny. Po pożarze kanclerz wielki koronny Andrzej Zamoyski udał się do króla Stanisława Augusta Poniatowskiego po nowy przywilej lokacyjny. W 1774 miał miejsce kolejny pożar miasta, który można powiązać z licznymi przemarszami wojsk i niefrasobliwością żołnierzy. W 1775 Andrzej Zamoyski sprzedał Kutno Stanisławowi Gadomskiemu, wojewodzie łęczyckiemu. Pod jego rządami Kutno stało się jednym z największych ośrodków administracyjno-gospodarczych środkowej Polski. Dokonany w 1793 II rozbiór Polski pogrzebał szansę na odbudowę niepodległej państwowości. Obszar miasta znalazł się całkowicie pod panowaniem pruskim i wszedł w skład nowo utworzonych prowincji Prus Południowych. Kutnowskie w całości weszło w skład departamentu łęczyckiego, a po III rozbiorze znalazło się w departamencie warszawskim.
W 1806 przez miasto przejechały wojska napoleońskie, pod wodzą Leblanca. Później 4 stycznia 1807 przez Kutno przejeżdżał Napoleon Bonaparte. W 1807 po ustaleniach pokoju w Tylży Kutno znalazło się w Księstwie Warszawskim. W 1808 w mieście wybuchł wielki pożar, który zniszczył 180 domów. W tamtym roku przez Kutno przechodziły wojska napoleońskie i z tym właśnie faktem można powiązać ów pożar. W tamtych czasach bardzo często dochodziło do tego typu incydentów, ale nikt nie brał za to odpowiedzialności. W 1809 w Kutnie zatrzymał się Jan Henryk Dąbrowski. Ta wizyta nie wzbudziła jednak większego zainteresowania niezbyt aktywnych politycznie mieszkańców miasta. W 1815 po utworzeniu Królestwa Polskiego przywrócono podział na województwa, które pokrywały się z dawnymi departamentami. W 1826, w związku z planowaną przebudową Kutna, wydano pierwszy plan miasta. W 1830 w mieście stacjonował 2 szwadron 4 Pułku Strzelców Konnych.
W 1833 w mieście można było obejrzeć pierwsze występy teatru. W 1840 zbudowano Kaplicę, dzisiejsze Muzeum Bitwy nad Bzurą. Budowla w kształcie rotundy, w stylu neorenesansowym, zwieńczona kopułą, zlokalizowana w Parku Wiosny Ludów, stanowiła kiedyś mauzoleum rodziny Rzątkowskich i Mniewskich. W 1843 miał miejsce pożar ulicy Królewskiej, który pochłonął prawie wszystkie budynki. Przetrwały jedynie dwie budowle – dzisiejsze Crocantino oraz MDM. W 1844 w mieście otwarto pierwszy szpital. Ofiarodawcą terenu, wielu materiałów oraz głównym budowniczym był ówczesny właściciel Kutna Feliks Mniewski. W 1845 wzniesiono nowy ratusz w stylu klasycystycznym. Budynek przy placu Piłsudskiego to obecnie siedziba Muzeum Regionalnego, w którym można obejrzeć pamiątki i dokumenty obrazujące dzieje miasta. W 1862 doprowadzono do miasta kolej, miasto znalazło się na trasie Warszawa–Bydgoszcz. Na długie lata zadecydowało to o gospodarczym obliczu miasta. Dzięki przeprowadzeniu przez Kutno linii kolejowej tzw. „Drogi żelaznej warszawsko-bydgoskiej” miasto stało się nie tylko stacją węzłową, ale również dynamicznie rozwijającym się ośrodkiem gospodarczo-handlowym. W okresie powstania styczniowego oraz bezpośrednio przed nim miasto było siedzibą naczelnika powiatu gostynińskiego. W 1867 utworzono powiat kutnowski zmieniając w zasadzie jedynie nazwę z orłowskiego na kutnowskie, formalnie powiat kutnowski. Stan ten przetrwał z niewielkimi zmianami do wybuchu I wojny światowej. W 1880 w mieście urodził się światowej sławy pisarz Szalom Asz. W swoim zbiorze opowiadań Miasteczko autor przedstawił sytuację ludności żydowskiej swego rodzinnego miasta – akcja rozgrywa się w Kutnie. Co dwa lata miasto organizuje Festiwal Kultury Żydowskiej im. Szaloma Asza, którego najważniejszą część stanowi konkurs literacki nawiązujący do twórczości wybitnego pisarza. W 1881 zbudowano kościół ewangelicki, przy dzisiejszej ulicy Sienkiewicza. W 1883 zdecydowano o rozbiórce kościoła gotyckiego św. Wawrzyńca z końca XV w. Stary kościół z jedną wieżą groził zawaleniem. Nabożeństwa odbywały się w przerobionej plebanii, na miejscu której później zbudowano o wiele obszerniejszą obecną. W 1886 na miejscu poprzedniego zbudowano neogotycki, bazylikowy kościół z dwiema wieżami, pod wezwaniem św. Wawrzyńca. Został on zaprojektowany przez Konstantego Wojciechowskiego.
5 stycznia 1904 w Teatrze Miejskim, zwanym wówczas Domem Dochodowym Straży Ogniowej, bawił Henryk Sienkiewicz. Cały dochód z prelekcji noblisty został przekazany na ubogie dzieci. Po występie pisarza, w pałacu w Parku Wiosny Ludów odbył się raut, na który mieli wstęp wyłącznie mężczyźni, kobiety natomiast mogły podziwiać Sienkiewicza przez niezamknięte okiennice. W 1905 odbył się wielki strajk kolejarski. Na początku lutego naczelnik powiatu kutnowskiego Grigorij Dwigubski otrzymał informację o przygotowaniach do strajku kolejarzy. Przekazał ją niezwłocznie, 6 lutego, gubernatorowi warszawskiemu. Kilkudniowy strajk kolejarzy zakończył się 25 lutego 1905. W tym samym roku do miasta dotarła elektryczność, wiąże się z tym dzisiejsza nazwa ulicy Jasnej, ponieważ przy tej właśnie ulicy znajdowała się rozdzielnia energii, zwana przez mieszkańców miasta „elektrownią”. W 1906 Aleksander Prokowski otworzył w mieście pierwszą księgarnię. W 1907 nastąpiło otwarcie gmachu pierwszej szkoły średniej w Kutnie, zorganizowanej i zbudowanej przez Polską Macierz Szkolną. Jej dyrektorem został Stefan Chrupczałowski. Szkoła była czynna niecałe cztery miesiące, po zawieszeniu PMS została zamknięta.
W dniach 15–16 listopada 1914 miała miejsce mało znana bitwa pod Kutnem, która po przegranej Rosjan, otworzyła Niemcom drogę do Warszawy. W 1915 został rozstrzelany przez Niemców miejscowy proboszcz parafii, Franciszek Pruski. Tablica upamiętniająca to wydarzenie znajduje się w parafii św. Jana Chrzciciela. 11 listopada 1918 podczas próby rozbrojenia żandarma niemieckiego w okolicach dworca kolejowego, zginął peowiak, Wojciech Rychtelski. Został on pochowany na Cmentarzu Głównym w Kutnie, a przed dworcem znajduje się jego pomnik i tablica upamiętniająca to wydarzenie.
Od kwietnia 1919 do stycznia 1921 przebywał w Kutnie Charles de Gaulle, jako instruktor w składzie francuskiej misji wojskowej, pod komendą gen. Louisa Faury. W czerwcu 1924 miały miejsce wybory do gminy żydowskiej.
W latach 1920–1939 stacjonował w mieście 37 Łęczycki Pułk Piechoty. W 1934 otworzono w mieście Prywatną Czteroklasową Koedukacyjną Szkołę Handlową Centralnego Związku Detalicznego Kupiectwa Chrześcijańskiego Rzeczypospolitej Polskiej, zwaną potocznie „handlówką”. 5 marca 1938 nadano miastu herb, który przedstawiał dwa dziki, umieszczone na żółtym tle. Zwierzęta stały na tylnych łapach, a przednimi były oparte o zielony ostrzew. 1 kwietnia 1938 powiaty: kutnowski, skierniewicki i rawski włączono do województwa łódzkiego.
Od końca sierpnia 1939 roku działał tu obóz przejściowy dla internowanych obywateli polskich pochodzenia niemieckiego. Obywatele polscy narodowości niemieckiej byli zmuszeni do pieszego przemieszczania się na wschód. Wielu z nich nie wytrzymało trudów przemarszu, zginęło w czasie nalotów Luftwaffe lub zostało zabitych przez konwojentów. Z tych "spraw paskudnych" naziści wyprodukowali później antypolską bombę propagandową.

### II wojna światowa

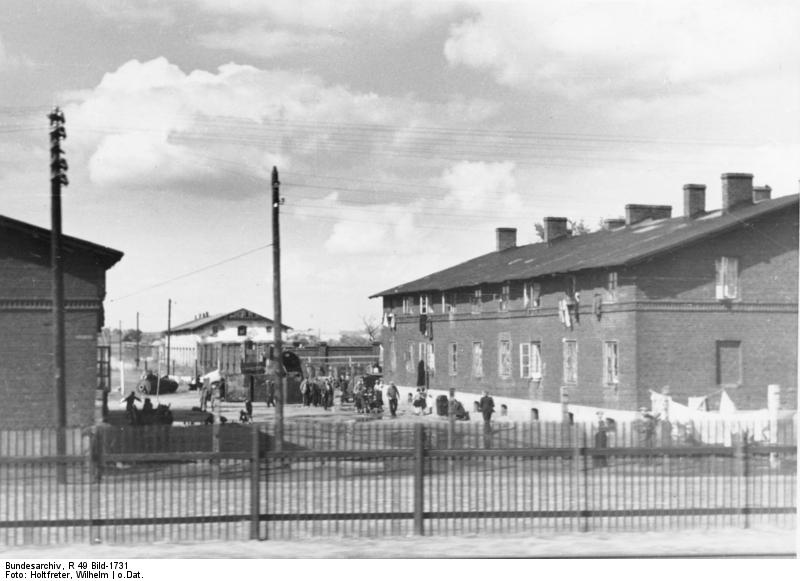
Getto w Kutnie

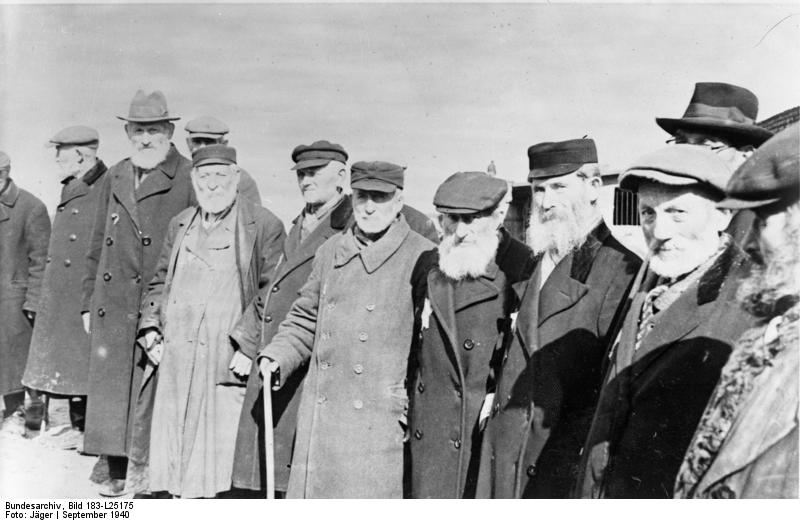
Żydzi w getcie, 1940

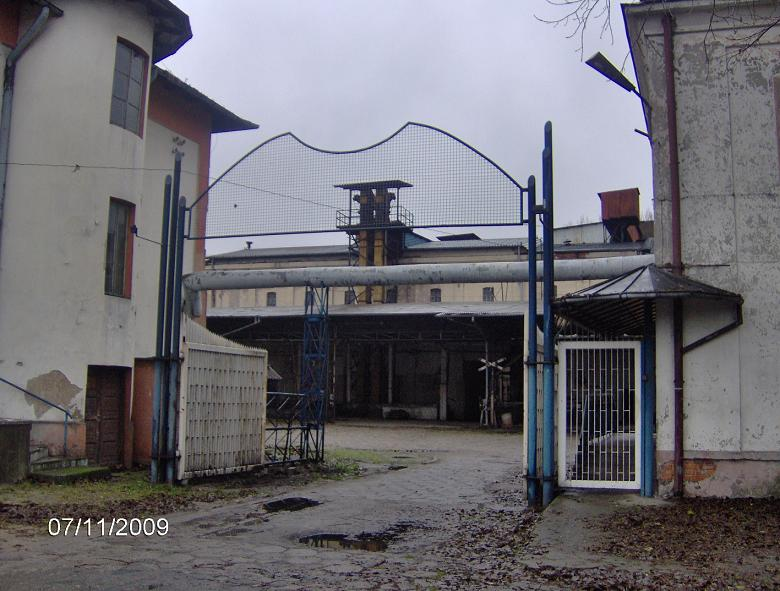
Teren dawnego getta współcześnie

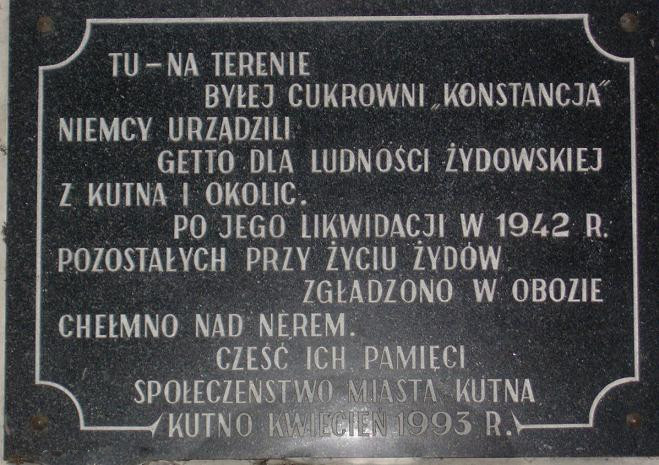
Tablica poświęcona kutnowskim Żydom

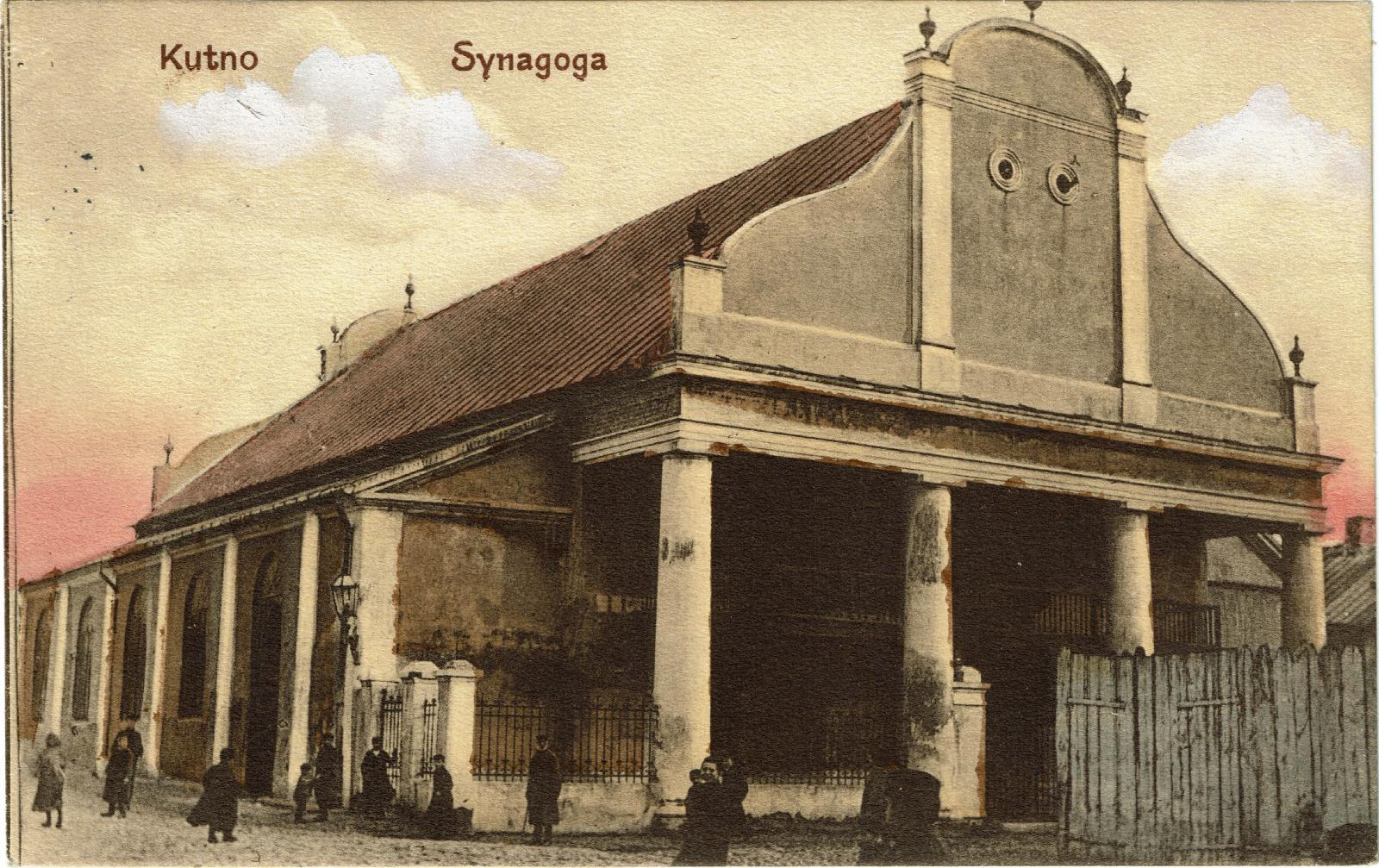
Synagoga w Kutnie

W dniach 9–12 września 1939 miała miejsce Bitwa nad Bzurą. 9 września grupa operacyjna armii „Poznań” gen. Edmunda Knolla-Kownackiego, rozpoczęła atak na 8 armię gen. Johannesa Blaskowitza. 11 września do walki przyłączyła się armia „Pomorze”. Początkowo natarcia polskiej armii kończyły się sukcesami, ale Niemcy po przerzuceniu posiłków 12 września, rozpoczęli poważny kontratak. W tej sytuacji gen. Tadeusz Kutrzeba rozkazał Knoll-Kownackiemu odskok za Bzurę. Kutno cały czas znajdowało się poza granicami bezpośrednich walk wojsk lądowych. Przez miasto przeszły jedynie wycofujące się wojska polskie. Mimo ostatecznej przegranej wojsk polskich bitwa ta miała duże znaczenie operacyjno-strategiczne, zmusiła Niemców do zmiany planu działania i przegrupowań sił, opóźniła również kapitulację Warszawy.
Kilka dni po bitwie – 16 września 1939 wojska niemieckie wkroczyły do miasta. Towarzyszyły temu bombardowania pociągów, dworców kolejowych oraz budynków mieszkalnych na terenie całego powiatu kutnowskiego.
W grudniu 1939 zaczęto wysiedlać ludność polską, by obszary miasta stały się, według haseł głoszonych przez hitlerowców, „czysto niemieckie”. Ludzi wysiedlano rano, funkcjonariusze policji nakazywali opuszczenie mieszkań w ciągu godziny, każdy mógł zabrać 50 kg bagażu, poza tym Polak mógł wziąć dodatkowo 200 zł, a Żyd 50 zł. Wysiedleniom często towarzyszyło użycie broni palnej, gwałty, bicie, a nawet morderstwa. Ludzi transportowano samochodami ciężarowymi lub wozami konnymi, a następnie zaplombowanymi pociągami. Przejazd trwał nawet 8 dni, w wagonie upychano po 150 osób, ludzie mogli tylko stać jeden obok drugiego, nie wypuszczano ich nawet, by mogli załatwić potrzeby fizjologiczne. Wielu z nich umierało z zimna, głodu, braku powietrza lub wody. 14 kwietnia 1940 aresztowano większość nauczycieli z powiatu kutnowskiego, ok. 220 osób. Nieliczni uniknęli aresztowania, dlatego że oddalili się z domów lub zostali wcześniej ostrzeżeni. Nauczycieli zamknięto w więzieniu, gdzie bito ich do utraty przytomności. Po przeprowadzeniu śledztwa zwolniono kobiety i część mężczyzn, pozostali zostali wywiezieni do obozów pracy. Łącznie w więzieniu i na robotach zginęło ok. 80 nauczycieli.
Na terenie powiatu kutnowskiego, działała komórka ZWZ-AK pod pseudonimem „Karol”.
Brat Arthura Greisera, Otto, objął w Kutnie funkcję prezesa spółdzielni „Wspólna Praca” oraz był zastępcą burmistrza i honorowym radnym.
Następnym działaniem władz niemieckich na terenie miasta było założenie getta w dniu 15 czerwca 1940. Już dwa tygodnie przed otwarciem trwały przygotowania w fabryce cukru „Hortensja”, lub jak podają inne źródła „Konstancja”, przy ulicy Mickiewicza. Cały teren fabryki otoczono drutem kolczastym. W dniu otwarcia zakazano Polakom opuszczać mieszkania, natomiast Żydom kazano zabrać cały dobytek i udać się do fabryki. Przy drodze stali niemieccy żołnierze i esesmani, którzy poganiali i katowali Żydów. 8000 ludzi umieszczono na terenie fabryki, w 5 budynkach mieszkalnych. Panował tam ścisk, nie było żadnych urządzeń sanitarnych. Już pierwszego dnia kilka osób zmarło na atak serca. Jedyną żywnością były małe ilości ziemniaków i chleba. Ceny natomiast były bardzo wygórowane. Jeden kg ziemniaków, ponad przydział, kosztował w getcie 40 fen., gdy w mieście 5 fen. Jednak prawdziwy koszmar Żydów w getcie zaczął się zimą. Brakowało wtedy drewna na opał. Aby uzyskać trochę ciepła palono meble, rusztowania, belki itp. Do Kutna przybył Hugo Jaeger, jeden z osobistych fotografów Hitlera. Zrobił wówczas kilkanaście kolorowych zdjęć z kutnowskiego getta dla magazynu „Life”.
W 1941 z powodu dużej liczby wysiedlonych i trudności transportowych, w Kutnie przy ulicy Przemysłowej 7, założono kolejny obóz, tym razem obóz przejściowy dla przesiedleńców. Na jego terenie znajdował się 1 budynek murowany i 2 drewniane baraki, nie było tam, podobnie jak w getcie, żadnych urządzeń sanitarnych. Tymczasowo w obozie mieszkało ok. 500 osób. Z powodu jedzenia okopowizny i picia surowej wody, co dzień na czerwonkę umierało 10 osób. W styczniu 1941 w kutnowskim getcie wybuchła epidemia tyfusu. Dla mieszkańców getta nie były dostępne żadne lekarstwa, a gdy mieszkańcy miasta zwracali się o szczepionki i leki dla Żydów otrzymywali od Niemców odpowiedź, że „dla Polaków i Żydów pomocy nie ma”. Epidemię stłumiono dopiero w czerwcu. Przez ten czas zachorowało 800 osób, zmarło 500 osób. Ich zwłoki przewożono wózkiem piekarskim lub, gdy było ich więcej, ciężarówką.
Kolejnym wydarzeniem była egzekucja trzech Polaków: Kaliksta Perkowskiego, Wilhelma Czarneckiego i Piotra Sanda, na Starym Rynku (wówczas Alter Markt), dzisiejszym Placu Wolności, 9 czerwca 1941 roku. Skazano ich za przewóz żywności do Warszawy. By ich śmierć stała się dla wszystkich nauczką, na polecenie gauleitera i namiestnika Kraju Warty, Arthura Greisera, egzekucja poprzez powieszenie odbyła się w obecności władz miasta, wysokich funkcjonariuszy nazistowskich i przymusowo spędzonych mieszkańców, wśród nich były nawet rodziny skazanych. Wyrok wykonano pod kierownictwem szefa kutnowskiego Gestapo, Hauptsturmführera Eduarda Schmidta. Ciała zamordowanych odcięto z szubienicy o godzinie 6 wieczorem w związku z planowaną defiladą wojskową, po czym wywieziono w nieznanym kierunku. Zbrodnia została udokumentowana przez Hermanna Baltruschata, który służył wówczas w Komisariacie Policji Granicznej w Kutnie.
19 marca 1942 zamknięto getto. W tym samym roku Niemcy wysadzili w powietrze osiemnastowieczną synagogę. Wszystkich Żydów, w kolejności alfabetycznej, wywieziono do Koła, skąd przetransportowano ich do obozu zagłady w Chełmnie. Tam śmierć poniosło 6000 żydowskich mieszkańców Kutna, zarządzającą gettem starszyznę zamordowano w mieście, a policję żydowską rozstrzelano na końcu. 31 sierpnia 1942 miał miejsce Zjazd Hitlerjugend Kraju Warty, uroczystości odbyły się w obu kutnowskich parkach, Wiosny Ludów i Traugutta. W tym celu specjalnie opracowano mapę miasta z niemieckim nazewnictwem ulic.
19 stycznia 1945 miasto zostało zdobyte przez Armię Czerwoną. W walkach o Kutno wyróżnili się czołgiści 219 brygady i 37 brygady zmechanizowanej pod dowództwem starszego lejtnanta F. Rysiewicza.

### Polska Rzeczpospolita Ludowa

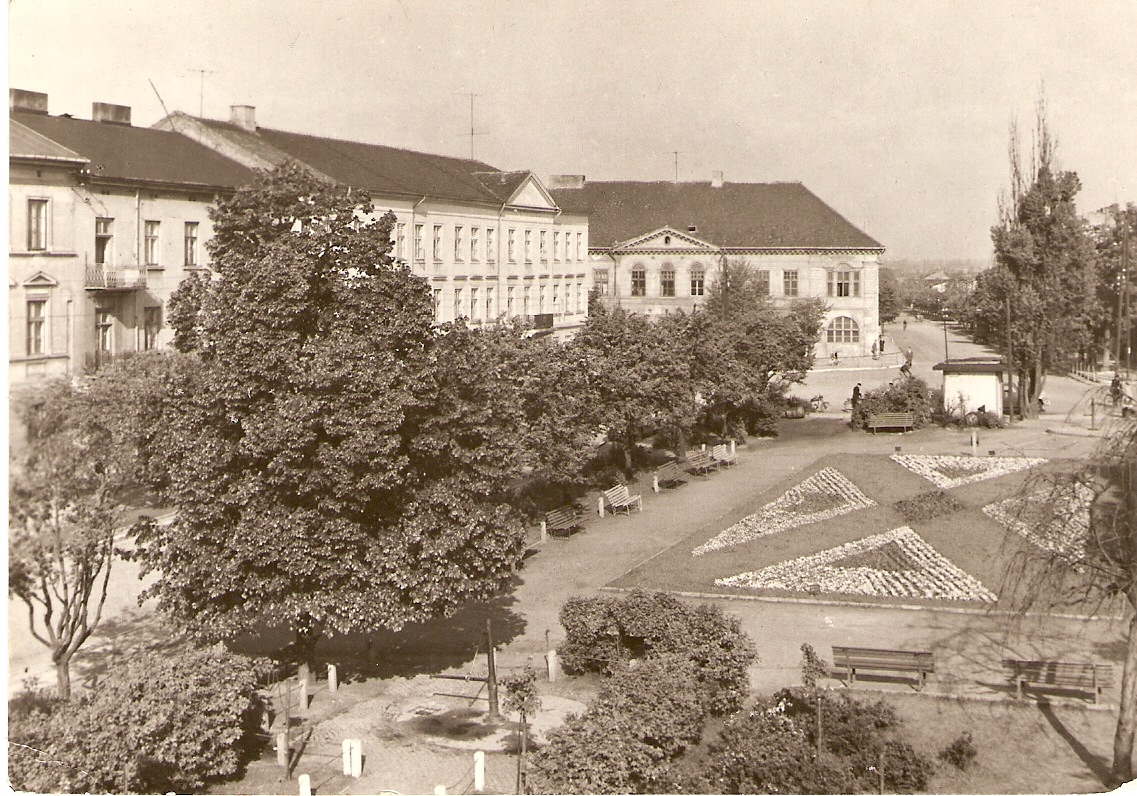
Wygląd dzisiejszego placu im. Marszałka Józefa Piłsudskiego na widokówce z 1966 roku

27 lutego 1945 z Kutna wymaszerowała 7 Dywizja II Armii WP. Wówczas Kutno odwiedzili: generał broni Michał Rola-Żymierski, Prezydent KRN Bolesław Bierut, generał Karol Świerczewski, oraz radziecki attaché generał Wasilij Szatiłow. Na placu Piłsudskiego, wybudowano tymczasowo trybunę honorową, gdzie wygłosili przemówienie.

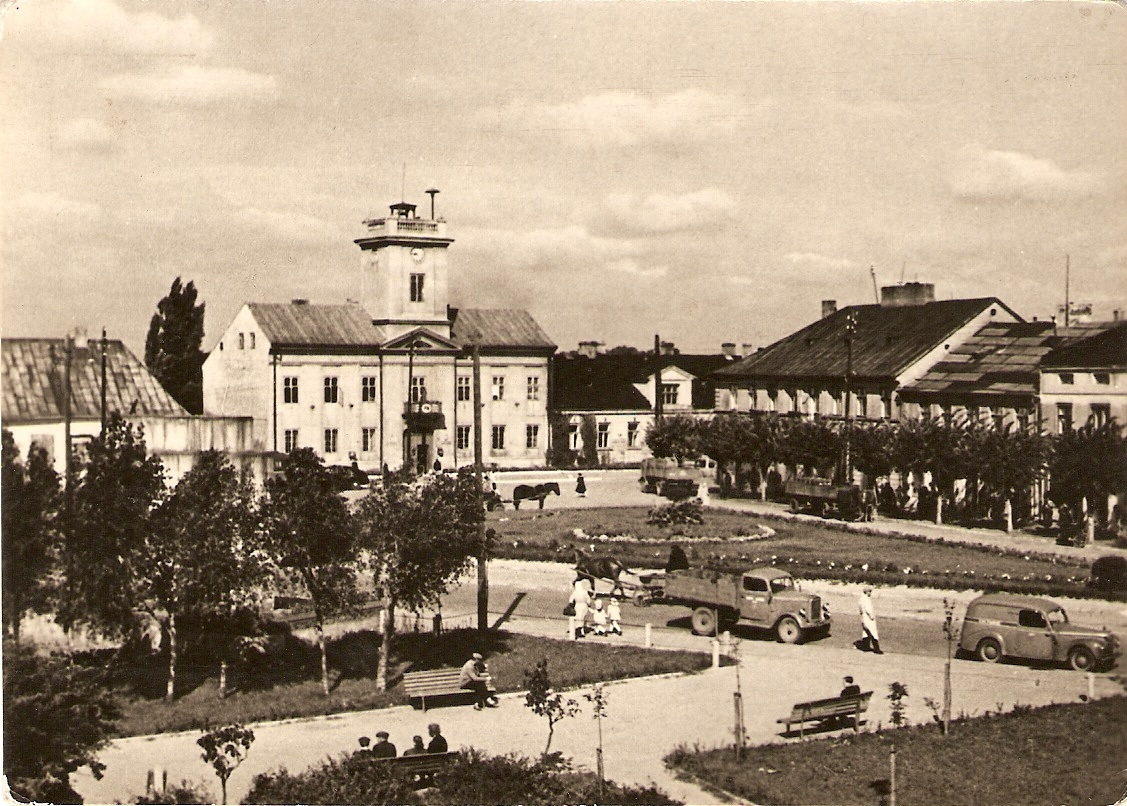
Wygląd placu im. Marszałka Józefa Piłsudskiego na widokówce z 1965/66 roku

2 listopada 1949 na placu 19 stycznia został zbudowany pomnik Braterstwa Polsko-Radzieckiego, przedstawiający dwóch żołnierzy: Armii Czerwonej i LWP podających sobie dłonie. Już po wybudowaniu pomnika dochodziło do różnych kontrowersyjnych sytuacji. Licealiści polali go farbą i w części zniszczyli. Należeli oni do ugrupowania niepodległościowego, zwanego „Mściwy Jastrząb”, założonego w 1950. W 1964 otwarto Zespół Szkół nr 1. W otwarciu brała udział siostra Jurija Gagarina (patrona szkoły).
Instytucje kultury w Kutnie rozpoczęły działalność niezwłocznie po zakończeniu działań wojennych. Najpierw uruchomiono placówki istniejące przed 1939. Już w czerwcu 1945 wznowiła swoją działalność Powiatowa Biblioteka Publiczna. Poprzez organizowanie zbiórek ulicznych oraz odzyskiwanie egzemplarzy książek, przechowywanych w czasie wojny przez mieszkańców Kutna, jej księgozbiór szybko się rozrastał. Zajęła pomieszczenie przy ulicy Kilińskiego, wynajęte do Komunalnej Kasy Oszczędności. Biblioteka pełniła i nadal pełni ważną funkcję w szerzeniu kultury. W 1958 roku z inicjatywy Zdzisława Puzdrakiewicza powstała Robotnicza Spółdzielnia Mieszkaniowa „Pionier”, której działalność przyczyniła się do rozwoju budownictwa mieszkaniowego w mieście w technologii wielkiej płyty. 
. W 1968 został założony Zespół Pieśni i Tańca Ziemi Kutnowskiej, przez Kazimierza Jóźwiaka, choreografa i kierownika, a jednocześnie dyrektora Domu Kultury. Zespół wystawił osiem programów opartych na folklorze kutnowskim, które prezentował na wielu krajowych i zagranicznych scenach. W 1969 w dawnej Kaplicy Mniewskich otwarto ekspozycję przedstawiającą bohaterów i przebieg Bitwy nad Bzurą. W 1971 w dawnym ratuszu przy placu Piłsudskiego otwarto Muzeum Regionalne w Kutnie.
W 1972 roku utworzono Towarzystwo Przyjaciół Ziemi Kutnowskiej, wśród członków założycieli był m.in. Henryk Lesiak, regionalista i autor wielu publikacji o tematyce nawiązującej do historii miasta. Wówczas zaczęto przeszukiwać dawne dokumenty, w celu odnalezienia właściciela zagrażającego zawaleniem pałacyku, na rogu pl. Piłsudskiego. Okazało się, że budynek, był Pałacem Podróżnym Augusta III Sasa. Dokumenty wskazywały też na przebywanie tam Napoleona Bonaparte, w czasie jego pobytu w Księstwie Warszawskim. W 1972 przy ZSZZ zlokalizowano punkt Konsultacyjny Wydziału Ekonomiczno-Socjologicznego Uniwersytetu Łódzkiego. W 1975 miasto włączono do nowo utworzonego województwa płockiego. Znajdowało się w nim przez następne 23 lata. W tym samym roku, w 30 rocznicę powstania Polskiej Rzeczypospolitej Ludowej, powiat kutnowski został odznaczony Orderem Sztandaru Pracy. Od 1975 co roku we wrześniu odbywa się w Kutnowskim Domu Kultury Jarmark Różany. Od początku istnienia stanowi on centrum wydarzeń kulturalnych Kutna. 28 grudnia 1982 z inicjatywy Społecznego Komitetu Budowy Szpitala, kierowanego przez Franciszka Sienkiewicza, doszło do oficjalnego otwarcia Szpitala Miejskiego im. Doktora Antoniego Troczewskiego (szpital po wojnie aż do tego roku nosił imię Ludwika Rydygiera, a oddziały były rozlokowane po całym mieście). Był przeznaczony na 610 łóżek, a łączna powierzchnia jego pomieszczeń wynosiła 24 tysiące m². Na otwarciu była obecna córka doktora Troczewskiego, Helena Troczewska-Pique, uczestniczka powstania warszawskiego, odznaczona Krzyżem Zasługi. Dokonała ona odsłonięcia portretu swojego ojca. W 1984 roku odsłonięto tablicę poświęconą małżeństwu Wardów, Malwinie i Wincentemu, działaczom KPP i współtwórcom Związku Zawodowego Robotników Rolnych.

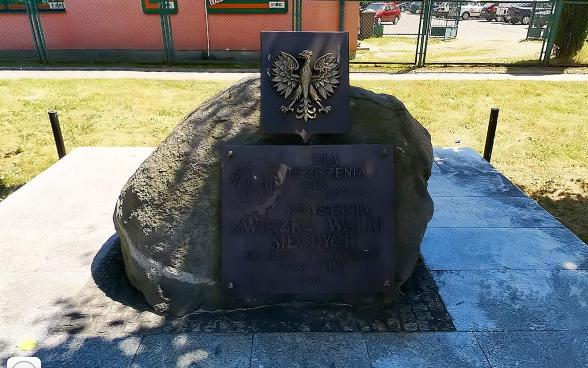
Nieistniejący już pomnik poświęcony 35-leciu powstania Związku Walki Młodych w Kutnie (znajdował się na skrzyżowaniu Warszawskiego Przedmieścia i ul. Jana Pawła II)

Kutno, ze względu na rozwiniętą sieć szlaków drogowych i kolejowych, przyciągało wielu inwestorów. Obok wielu gałęzi przemysłu kutnowskiego, kluczowe miejsce zajmował przemysł elektroniczny. W 1957 powstały Zakłady Podzespołów Radiowych Miflex, które zatrudniały ponad 3 tysiące osób. Zakłady są jednym z ważniejszych w kraju producentów kondensatorów różnych typów, transformatorów impulsywnych, filtrów przeciwzakłóceniowych.

### Po 1989 roku

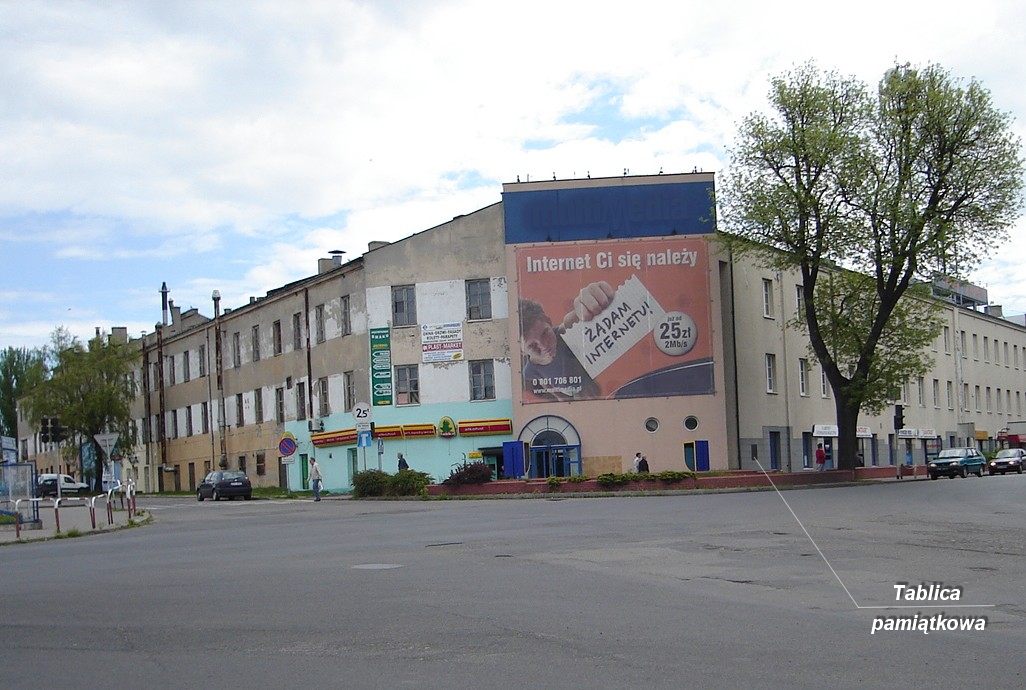
Budynki byłych koszar 37 Pułku Piechoty

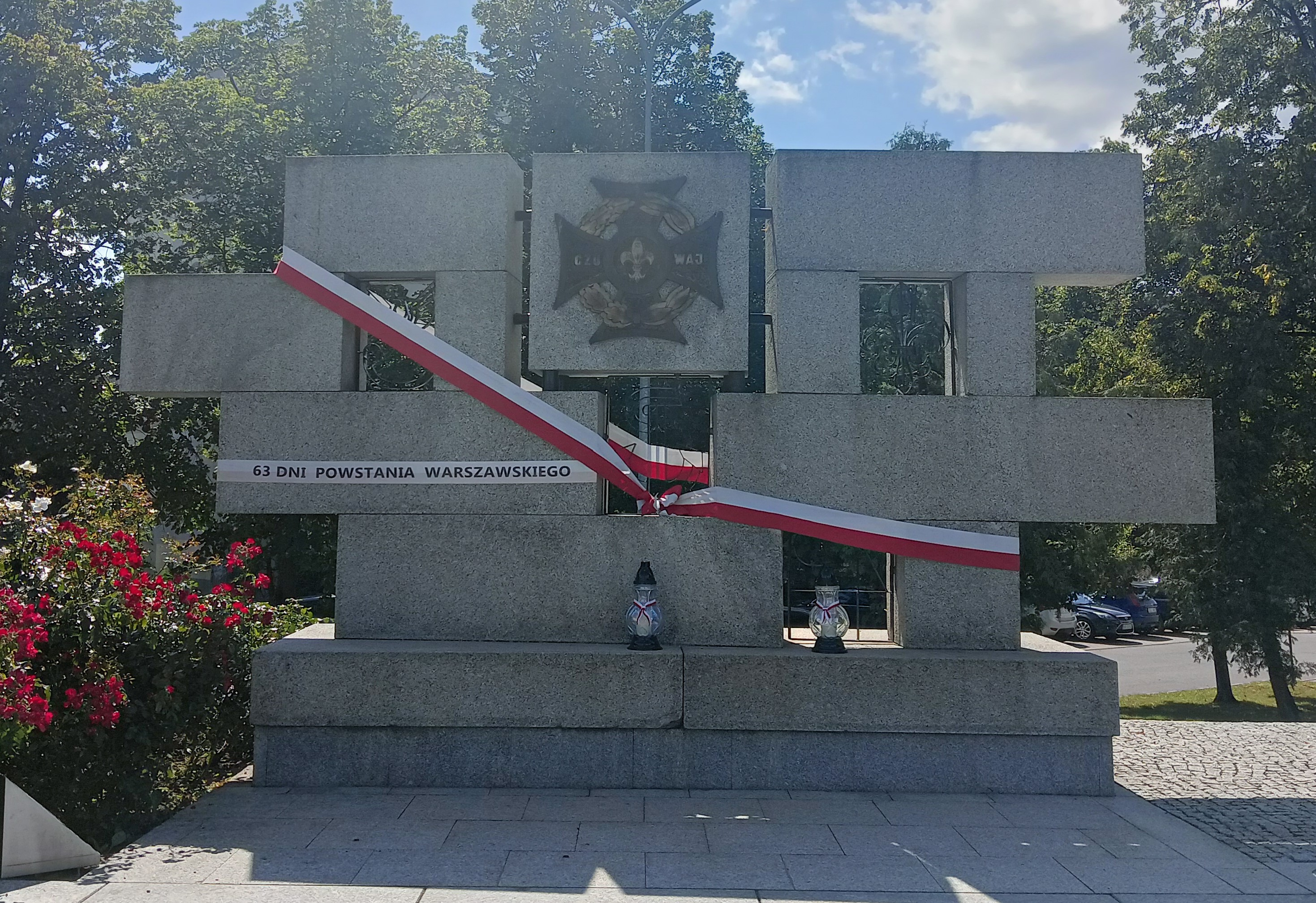
Pomnik poległych Harcerzy i Harcerek w Kutnie

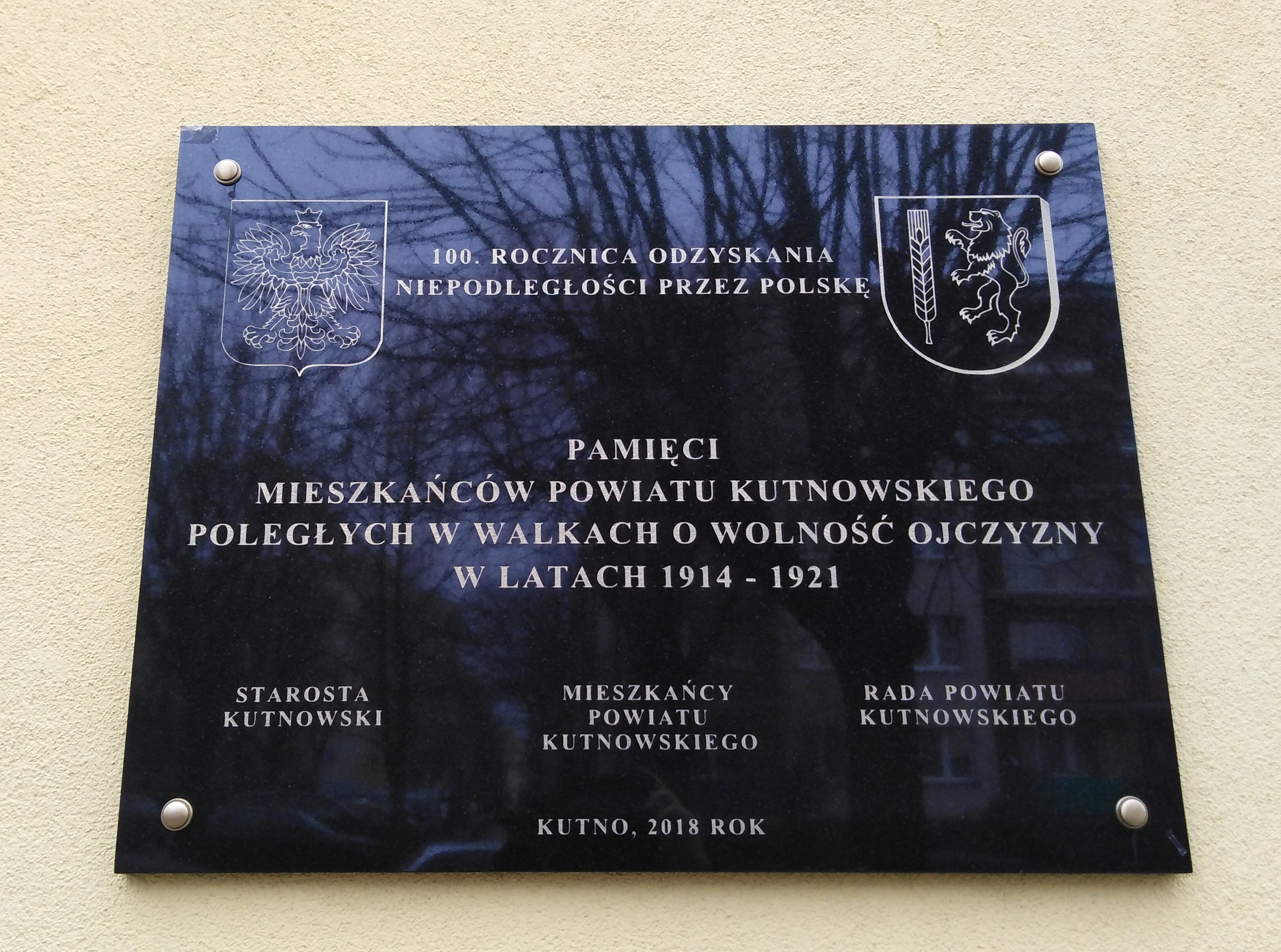
Tablica poświęcona poległym mieszkańcom powiatu kutnowskiego w latach 1914–1921, umieszczona na budynku Starostwa Powiatowego w Kutnie.

W 1990 zostały zmienione formuła oraz nazwa Jarmarku Różanego, przemianowanego na Święto Róży. W 1996 w mieście odbyły się Międzynarodowe Zawody w baseballu. Od tamtej pory Kutno to miasto słynące na świecie z baseballu, siedziba Europejskiego Centrum Małej Ligi Baseballowej, które swym zasięgiem obejmuje Europę, Afrykę i Azję. 18 sierpnia 1998 utworzono Wyższą Szkołę Gospodarki Krajowej w Kutnie, która jest niepaństwową, wyższą szkołą zawodową. Siedziba uczelni mieści się na ulicy Lelewela 7. W 1999 w wyniku reformy administracyjnej powiat kutnowski powrócił, po 24 latach (od reformy z 1975), do województwa łódzkiego. W 2001 odrestaurowano ulicę Królewska i plac Marszałka Józefa Piłsudskiego. W 2002 Rada Miejska przyjęła uchwałę w sprawie ustanowienia flagi i bandery Miasta Kutna.
19 stycznia 2003 miał miejsce pożar Pałacu Saskiego, który jest jedynym tego typu zajazdem pocztowym królów saskich w Polsce. Obecnie można podziwiać kilka odnowionych sal tego cennego pałacyku. Powstała też specjalna fundacja, która zbiera pieniądze na renowację tego historycznego budynku. 11 listopada 2008 roku odsłonięto pomnik Marszałka Józefa Piłsudskiego, wśród obecnych przy odsłonięciu był m.in. Tomasz Nałęcz. 9 maja 2015 roku prezydent miasta Kutna Zbigniew Burzyński odsłonił pomnik Bolesława Wituszyńskiego, kutnowskiego hodowcy róż. 10 listopada 2018 roku, w związku z obchodami stulecia odzyskania niepodległości przez Polskę, władze miasta Kutna dokonały odsłonięcia pomnika doktora Antoniego Troczewskiego przed odrestaurowaną siedzibą Urzędu Stanu Cywilnego w Kutnie, gdzie niegdyś mieszkał.

## Legendy
Istnieje legenda, iż miasto i parafia powstały w 1250, nie jest ona jednak poparta żadnym dokumentem.

### Legenda o powstaniu miasta
Według szeroko rozpowszechnionej, aczkolwiek nieprawdziwej legendy, Kutno założyć miał hrabia Piotr z Kutnej Hory, który w 997 uciekł wraz z bratem biskupa Wojciecha z Czech do Polski. Na pamiątkę rodzinnej posiadłości założył on miasto zwane Kutnem.

J. Łukawski, wydawca Liber beneficiorum J. Łaskiego, w przypisie na s. 478 zanotował następujący przekaz: 

Piotr z Kutna, przybywszy do Polski w roku 997, założył Kutno na pamiątkę swojej posiadłości w Czechach. Razem z osadą uposażył tamże kościół parafialny. Potomkowie jego pisali się hrabiami z Kutna, później przybrali nazwisko Kucieńscy

.
Podobnie czytamy w Słowniku geograficznym Królestwa Polskiego: „Według podania Czech Piotr z Kutna miał założyć tu siedzibę swą w 997 roku i nadać jej nazwę rodzinnego gniazda”
Przekaz budzi zasadnicze wątpliwości faktograficzne i jest odrzucany przez naukowców piszących o Kutnie jako legenda pochodząca z XVIII wieku oraz jako próba upiększania początków niektórych rodzin szlacheckich. Słownik Geograficzny Królestwa Polskiego podaje również: Często trafiająca się w tych stronach nazwa „Kąty” pozwala przypuszczać, że i Kutno mogło zwać się „Kątno” pierwotnie. Tę hipotezę popierają współcześni językoznawcy, między innymi prof. Jan Miodek: wariantem słowa „kąt” mógł być „kut”. Kąty to w staropolszczyźnie liche, ubogie zabudowania zagrodników leśnych, zakładanych z reguły na uboczu, przy lesie. W wielu gwarach znana jest do dziś „kuca” – licha szopa sklecona z desek, uwiarygadniająca rodowód nazwy.
Źródłem opowieści jest prawdopodobnie podobieństwo nazw Kutno i Kutna Hora. Pierwsze wzmianki o Kutnej Horze pochodzą dopiero z 1289, o Kutnie – z 1301. Na dodatek w X w. nie zakładano jeszcze w państwie Polan miast, ich funkcję pełnił system grodów, co zmieniło się dopiero w XIII w. Tytułów hrabiowskich używa się w Czechach od 1627.

## Gospodarka

### Kutnowski Park Agro-Przemysłowy
W wyniku decyzji podjętych w latach 70. XX wieku przez ówczesne władze miasta, zdecydowano o lokowaniu inwestycji przemysłowych w południowo-wschodniej dzielnicy miasta. Czynnikami przemawiającymi za tą decyzją były m.in. bezpośrednie sąsiedztwo tych terenów z drogą krajową nr 2 (międzynarodową E-30), a także obecność sieci bocznic kolejowych powiązanych z trasą kolejową E20. Z centrum miasta wyprowadzono wtedy część przemysłu (Polfa Kutno, FMR Kraj) oraz doprowadzono do powstania zupełnie nowych zakładów (Odlewnia Żeliwa, PHSR Agroma, Polmozbyt). W ten sposób zapoczątkowano istnienie dzielnicy przemysłowej Sklęczki – protoplasty Kutnowskiego Parku Agro-Przemysłowego.
Pierwsze wzmianki o KPAP pojawiły się w 1996 przy okazji prac nad utworzeniem w Kutnie Krajowego Centrum Przetwórstwa i Dystrybucji Żywności. Prace te prowadzone były przy udziale The Urban Institute – amerykańskiej agencji rządowej odpowiedzialnej za koordynowanie działań zlecanych przez Amerykańską Agencję Rozwoju Międzynarodowego (U.S. Agency for International Development – USAID). Nazwa Kutnowski Park Agro-Przemysłowy po raz pierwszy pojawia się w dokumentach prawa miejscowego w uchwale Rady Miejskiej w Kutnie z 1998 r. W uzasadnieniu do tej uchwały można przeczytać m.in.: „Niniejsza uchwała ma na celu przyjęcie nazwy, granic i funkcji Kutnowskiego Parku Agro-Przemysłowego”. W chwili powstania KPAP obejmował obszar 370 ha. Do końca 2009 na terenie Kutnowskiego Parku Agro-Przemysłowego działało ponad 30 firm z kapitałem polskim i zagranicznym, które łącznie zatrudniają ponad 2000 osób

### Podstrefa Kutno Łódzkiej Specjalnej Strefy Ekonomicznej

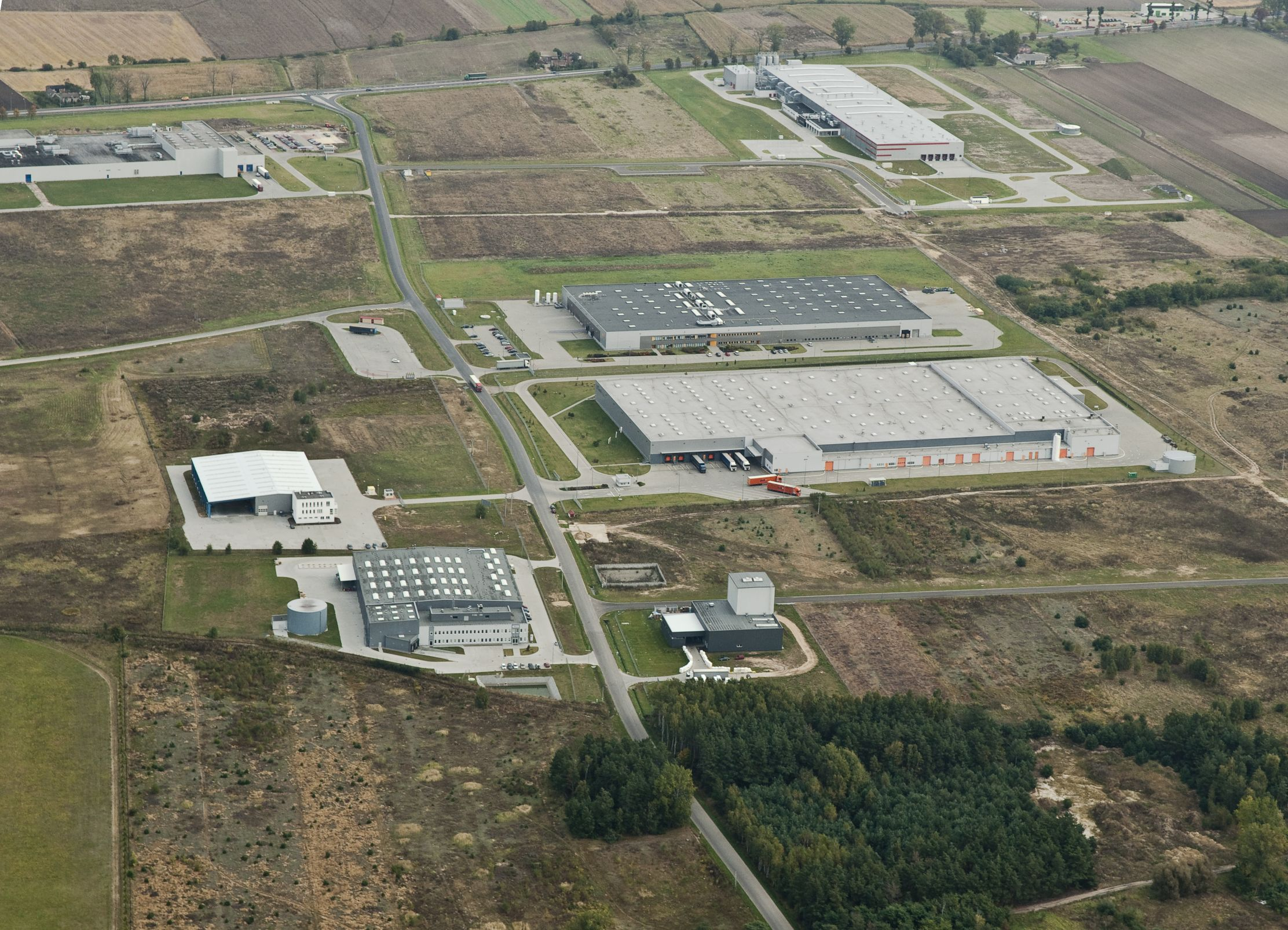
Ulica Wschodnia w 2009 roku

W 2000 Rada Miejska podjęła uchwałę o wyrażeniu zgody na utworzenie na terenie miasta Kutna Łódzkiej Specjalnej Strefy Ekonomicznej (ŁSSE). Do włączenia wytypowano tereny położone na terenie Kutnowskiego Parku Agro-Przemysłowego. Powstała w 2001. Podstrefa Kutno ŁSSE liczyła wówczas 23,08 ha i obejmowała swym zasięgiem cztery obszary: Odlewnicza o pow. 4,24 ha, Sklęczkowska o pow. 6,48 ha, Stalowa I o pow. 7,87 ha, Stalowa II o pow. 4,49 ha. Kolejne poszerzenia miały miejsce w 2002, 2005, dwukrotnie w 2007 oraz w 2010. Według stanu na koniec stycznia 2017 łączna powierzchnia Podstrefy Kutno wynosi blisko 130 ha. Do końca czerwca 2017 r. wydano 31 zezwoleń na prowadzenie działalności na terenie Podstrefy Kutno ŁSSE, które stały się udziałem 24 firm.

### Kluczowe gałęzie przemysłu i usług

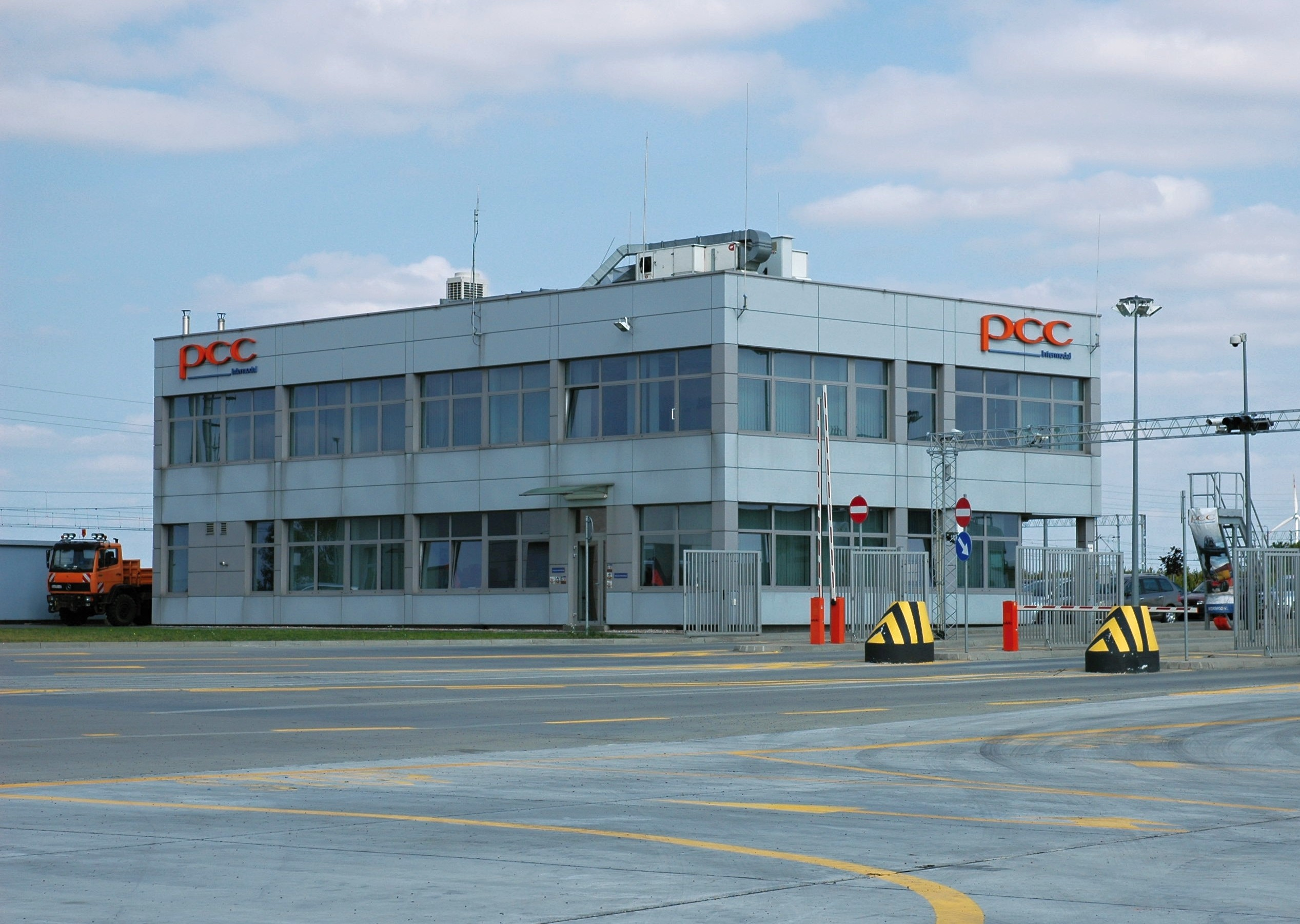
PCC Intermodal S.A. terminal kontenerowy Kutno

Kluczowe gałęzie przemysłu i usług oraz główni ich reprezentanci:
- przemysł farmaceutyczny: Polfarmex S. A., Fresenius Kabi Polska sp. z o.o., Nobilus Ent sp. z o.o.,
- przemysł maszynowy i metalowy: Kongskilde sp. z o.o., Kraj sp. z o.o., Skiold BL sp. z o.o., Ideal Europe sp. z o.o., Florian Centrum S.A., Miflex-Masz sp. z o.o., AMZ-Kutno sp. z o.o., Odlewnia Żeliwa Kutno, Libner Polska sp. z o.o., Enginova Sp. z o.o, Lampre Polska sp. z o.o., Profilpas Polska sp. z o.o., Andersen Steel Sp. z o.o,
- przemysł elektroniczny: ZPR Miflex S.A
- transport: Nijhof-Wassink sp. z o.o., Polsad – Renault Trucks, PHU Bis Trans, PCC Intermodal S.A.[53] (terminal kontenerowy)
- przemysł spożywczy: Exdrob S.A, Hoop Polska sp. z o.o. (dawniej Kofola), Kellogg’s, Geo-Poland sp. z o.o., GoodMills Polska sp. z o.o., Pini Polonia sp. z o.o. (największa w Polsce i trzecia pod względem wielkości w Europie ubojnia trzody chlewnej[54]), Pini Hamburger sp. z o.o., Pini Polska sp. z o.o., Vandemoortele sp. z o.o.
- centra magazynowe: P.H.S.R. Agroma,
- budownictwo: Schomburg Polska sp. z o.o., Vester S.C., Mavex S.C., Trakt S.J., Kutnowska Prefabrykacja Betonu sp. z o.o., Aarsleff sp. z o.o.,
- produkcja opakowań: DS Smith S.A. Zakład Kutno, Fuji Seal Poland sp. z o.o., Mondi Kutno sp. z o.o., PrintPack Poland sp. z o.o., Paja Folie sp. z o.o., PPHU Marcin, Serioplast Poland sp. z o.o., Sonoco Poland – Packaging Services sp. z o.o.,
- tworzywa sztuczne: Sirmax Polska sp. z o.o., PolyOne Poland Manufacturing sp. z o.o., Elplast sp. z o.o., PPHU Fol-Pol.

## Turystyka

### Atrakcje turystyczne i zabytki

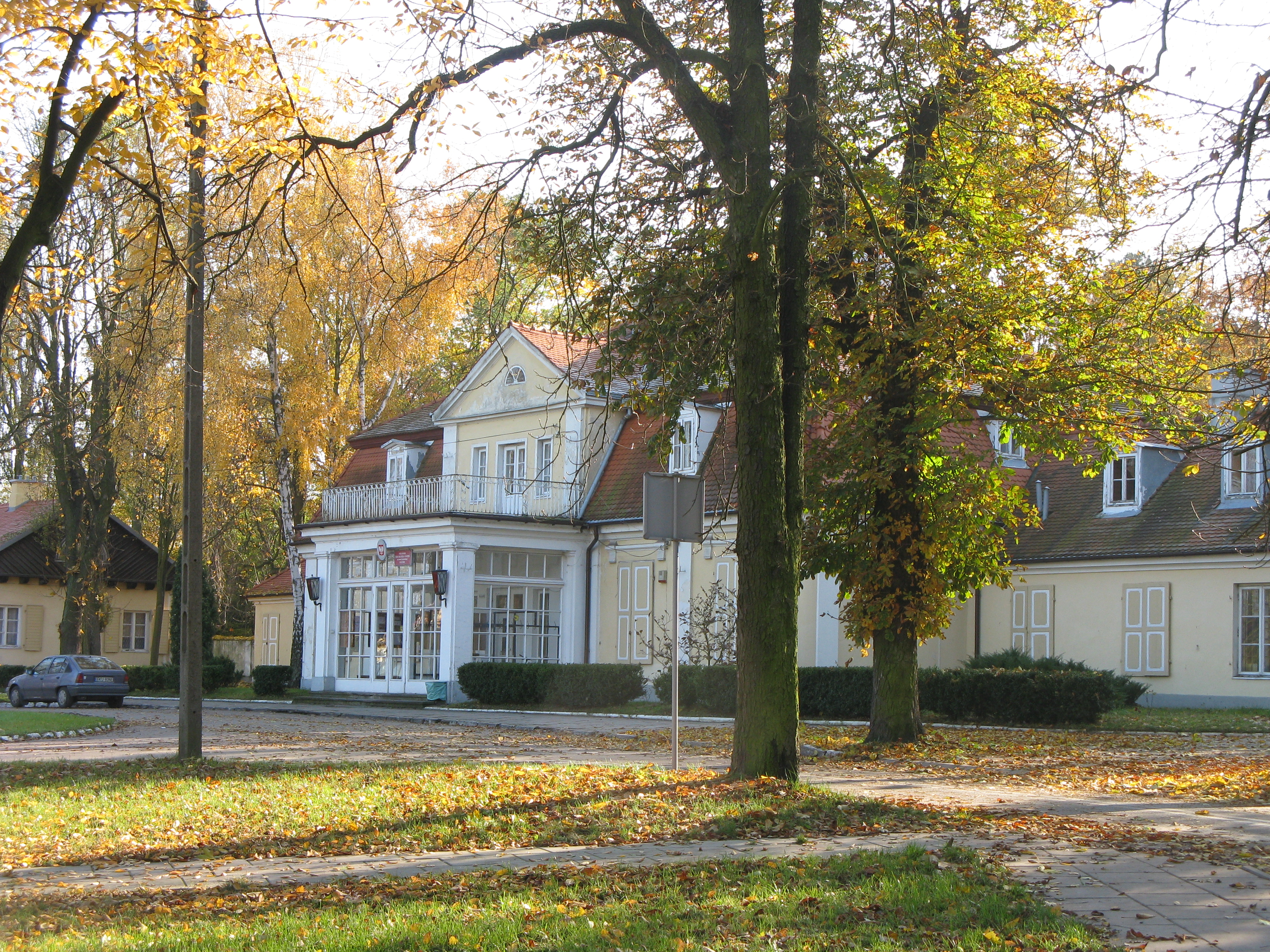
Pałac Gierałty, obecnie Państwowa Szkoła Muzyczna I i II stopnia im.K.Kurpińskiego w Kutnie

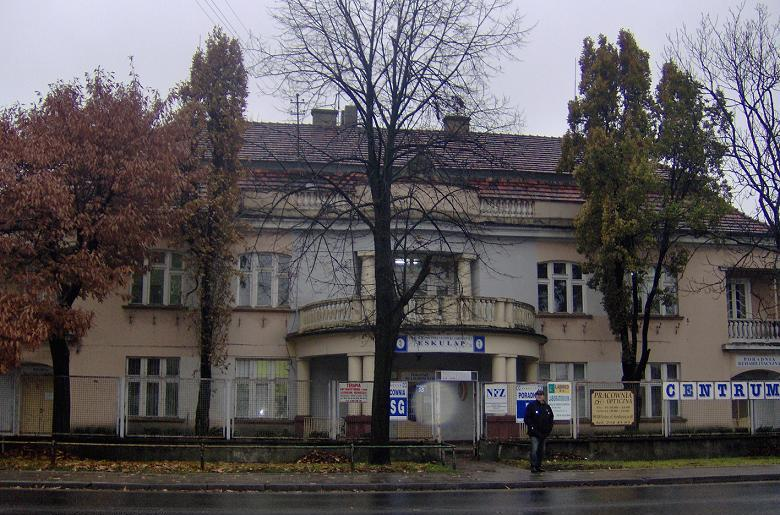
Willa Izaaka Holcmana w Kutnie

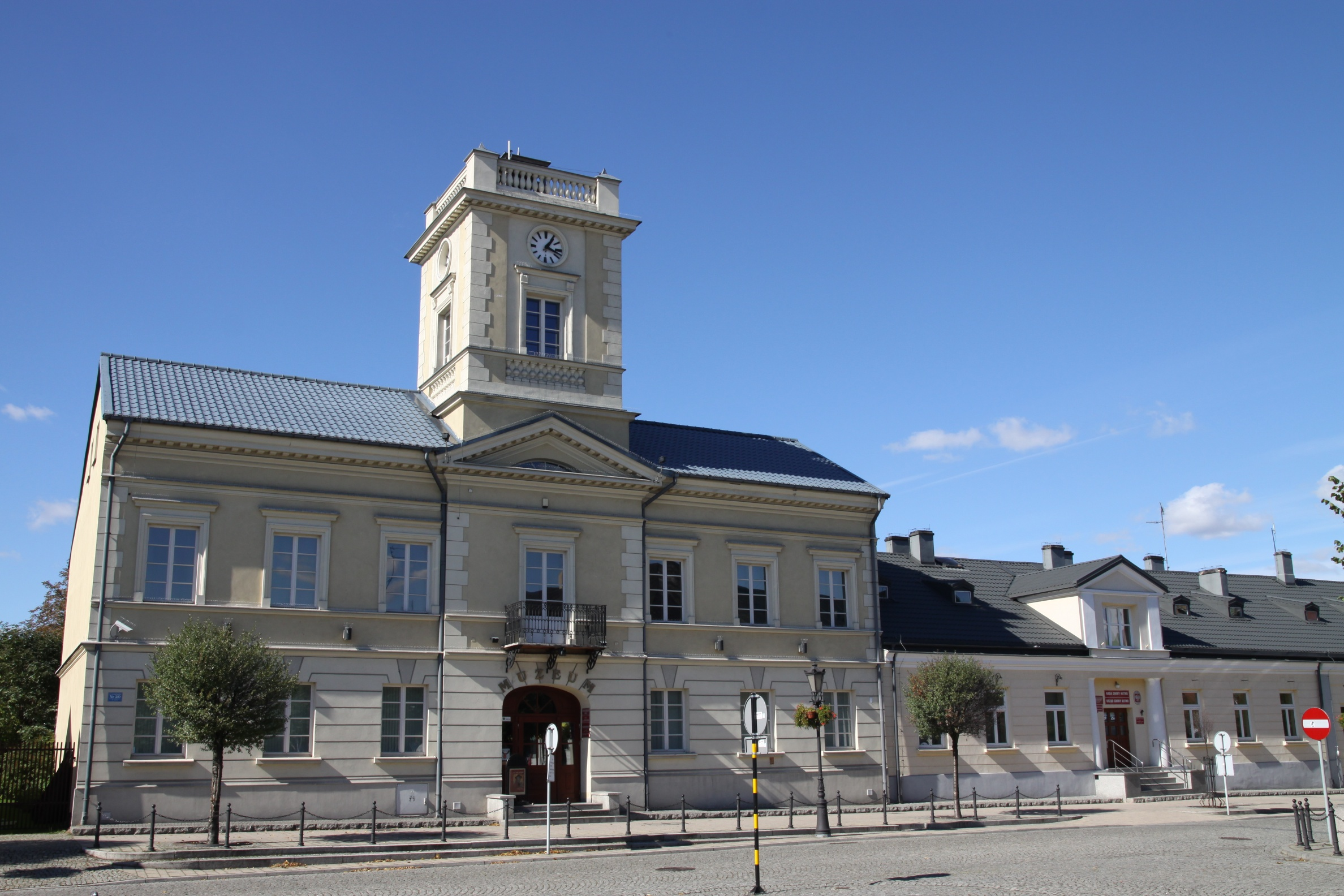
Ratusz w Kutnie, obecnie siedziba Muzeum Regionalnego

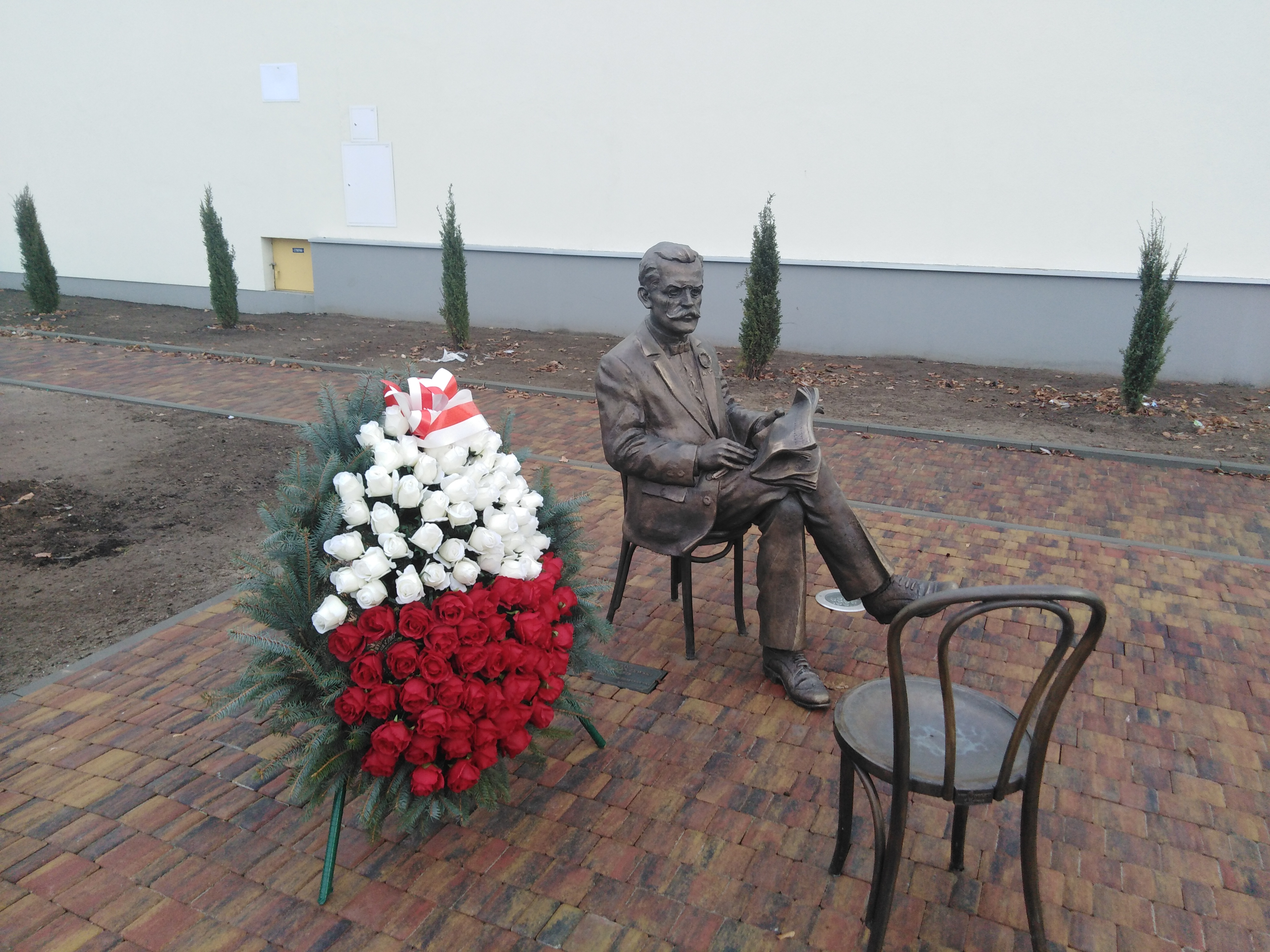
Pomnik-ławeczka Doktora Antoniego Troczewskiego w Kutnie

- Stare Miasto – obejmuje swym zasięgiem dwa rynki spięte ulicą Królewską, która wraz z placem Piłsudskiego po modernizacji, stała się wizytówką miasta, miejscem w którym mieszkańcy Kutna bardzo chętnie spędzają swój wolny czas. Spacerując po starym mieście, bardzo łatwo można znaleźć ślady średniowiecznego założenia miejskiego ze Starym Rynkiem (plac Wolności), kościołem i Rynkiem Zduńskim (ul. Zduńska i Teatralna). Niektóre kamieniczki przy ul. Królewskiej powstały jeszcze w XVIII w. Obecna zabudowa Nowego Rynku i ul. Królewskiej powstała w I poł. XIX w. Część kamieniczek zachowała jednak dekoracje stiukowe i pierwotne kształty, tworząc rzadki i wartościowy zespół architektoniczny z okresu Królestwa Polskiego.
- Ratusz w Kutnie – obecnie w budynku mieści się Muzeum Regionalne.
- Muzeum Bitwy nad Bzurą – w parku im. Wiosny Ludów znajduje się kaplica grobowa Mniewskich, dawnych właścicieli Kutna. Została ona wybudowana w XIX wieku. Obecnie w jej wnętrzu mieści się wystawa Muzeum Bitwy nad Bzurą. Do najciekawszych eksponatów znajdujących się w muzeum można zaliczyć kurtkę mundurową wz. 36 pułkownika dyplomowanego Mieczysława Mozdyniewicza oraz granatnik wz. 36 kaliber. Większość prezentowanych na wystawie zbiorów została przekazana przez uczestników oraz rodziny osób biorących udział w Bitwie nad Bzurą. Duża część pamiątek pochodzi ze znalezisk na terenie walk[55].
- Pałac Saski – zajazd pocztowy, zwany pałacem saskim, był zajazdem podróżnym króla Augusta III na drodze z Warszawy do Drezna. Budynek jest jednym z najstarszych w mieście, gdyż powstał jeszcze w XVIII wieku. 11 grudnia 1812 podczas ucieczki z Rosji, w pałacu saskim zatrzymał się cesarz Napoleon Bonaparte. Budynek został odrestaurowywany po pożarze, który zniszczył go w styczniu 2003. Obecnie działa w nim muzeum.
- Zespół Pałacowy Gierałty – pałac właścicieli Kutna. Dziś siedziba Państwowej Szkoły Muzycznej. Pałac został wybudowany pomiędzy 1781 a 1785. W 1920 gościł tu Charles de Gaulle. Za budynkami pałacowymi mieści się park pałacowy, obecnie im. Wiosny Ludów.
- Dworek Chlewickich (zwany Modrzewiowym) z kolumnowym gankiem z I połowy XIX w. – obecnie siedziba Towarzystwa Przyjaciół Ziemi Kutnowskiej.
- Dwór Szymańskich (inne źródła podają, że Szomańskich) – wybudowany w połowie XVIII w.. Obecnie restauracja i motel.
- Willa Izaaka Holcmana przy rondzie Solidarności. Obecnie przychodnia.
- Willa przy ul. Matejki 8 – wzniesiona w latach 1927–1929 dla rodziny inżyniera Ryszarda Machera.
- Gmach „Nowej Oberży” – w gmachu mieściła się siedziba Rządu Tymczasowego w pierwszych dniach powstania styczniowego. Przebywał w tym miejscu także Henryk Sienkiewicz.
- Stary szpital im. św. Walentego.
- Kościół ewangelicko-augsburski.
- Willa dr. Antoniego Troczewskiego.
- Kompleks budynków pofabrycznych fabryki „Kraj” Alfreda Vaedtke.
- Dawny Teatr Miejski przy Rynku Zduńskim (wcześniej Dom Dochodowy Ochotniczej Straży Pożarnej, obecnie Centrum Teatru, Muzyki i Tańca).
- Młyn motorowy przy ul. Warszawskie Przedmieście.
- Budynki koszar wojskowych 37 PP przy ul. Grunwaldzkiej.

### Kościoły w Kutnie

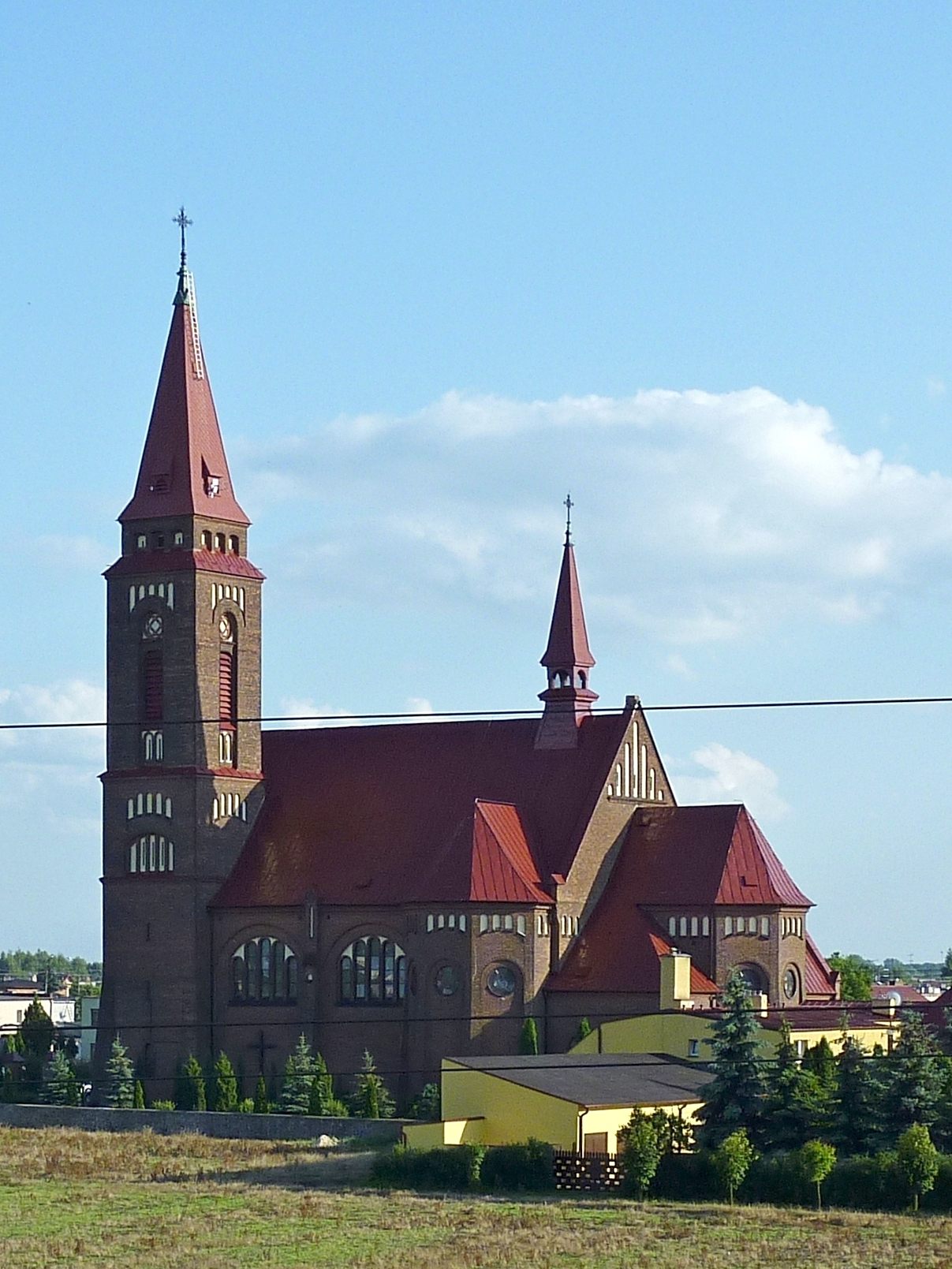
Kościół pw. św. Stanisława, biskupa i męczennika

- Kościół św. Wawrzyńca – Pierwsza wzmianka o parafii pw. św. Wawrzyńca Męczennika pochodzi z 1301 i wspomina o Michale rektorze, czyli proboszczu kościoła w Kutnie. Jest to rok oficjalnie przyjęty przez władze kościelne, choć wiadomo, że musiał istnieć dużo wcześniej. Pierwsza, drewniana świątynia powstała zapewne w XIII wieku w czasie trwania akcji zakładania małych parafii wiejskich. Był to mały kościół w stylu zbliżonym do gotyku. Przetrwał do 1483, kiedy to spłonął. Nowy kościół ufundował Mikołaj z Kutna w 1484. Była to gotycka świątynia jednonawowa, z wyodrębnionym prezbiterium, posiadająca od zachodu wieżę mieszczącą kruchtę. Do nawy przylegała kaplica św. Anny. W 1883 ze względu na wysoki stopień zniszczenia, gmach postanowiono rozebrać. Budowę nowego, obecnego kościoła zakończono w 1886. Architektem był Konstanty Wojciechowski. Kościół bazylikowy, neogotycki, orientowany, posiada dwie wieże z umieszczonym na szczycie jednej z nich zegarem. W zewnętrznej ścianie prezbiterium znajduje się renesansowe epitafium plebana kościoła kutnowskiego Stanisława Suchodolskiego zmarłego w 1536 przeniesione ze starej budowli. Wewnątrz zaś, wśród innych dzieł sztuki, znajdują się organy powstałe jeszcze w XIX w.
- Kościół św. Jana Chrzciciela w Kutnie – Rok założenia: 1988[potrzebny przypis]. Główny ołtarz stanowi płaskorzeźba Chrystusa Zmartwychwstałego poświęcona przez Jana Pawła II w Łowiczu 14 czerwca 1999.
- Kościół pw. św. Jadwigi Królowej – Rok założenia: 1990. 8 czerwca 1997 na krakowskich błoniach Jan Paweł II poświęcił kamień węgielny pod budowę tego kościoła.
- Kościół św. Stanisława Biskupa i Męczennika – Rok założenia: 1297. Świątynia o charakterystycznej, monumentalnej sylwetce powstała w latach 1909–1911 w stylu neogotyckim według projektu Strzeżysława Bowbelskiego jako trójnawowa bazylika z transeptem. Dawny kościół garnizonowy przedwojennego 37. Pułku Piechoty im. ks. Józefa Poniatowskiego.
- Kościół pw. Matki Bożej Wspomożenia Wiernych – Rok założenia: 1988. Parafia została erygowana 28 lutego 1988 przez Józefa Glempa, prymasa Polski. Projekt kościoła wykonał inż. arch. Józef Żołądkowicz z Olsztyna. Budowę kościoła rozpoczęto w 1989. W 1991 kościół przykryto dachem, a poświęcono w 1995. Od 1993 w parafii posługują Księża Pallotyni.
- Kościół pw. św. Michała Archanioła – Kutno Woźniaków, posługę pełnią Księża Salezjanie.

### Parki miejskie
- Park miejski im. Wiosny Ludów – jest najstarszym i jednocześnie największym parkiem miejskim w Kutnie, liczy 17,1 ha. Był niegdyś ogrodem dworskim przy Pałacu Gierałty i powstał jednocześnie z tą rezydencją w latach 1775–1791. Park dzieli się na dwie części, pierwsza to symetryczny ogród, przypominający nieco swoim układem ogród francuski. Druga to krajobrazowy ogród angielski, który powstał w latach 1826–1840 w trakcie przebudowy rezydencji. Niestety młodsza część parku jest obecnie zaniedbana. Na wschodnim krańcu parku stoi kaplica poświęcona Mniewskim, właścicielom miasta w XIX wieku, w której mieści się Muzeum Bitwy nad Bzurą. Tuż obok kaplicy położony jest parkowy staw. W parku tym rosną również drzewa będące pomnikami przyrody, m.in. cztery dęby szypułkowe, graby, świerk pospolity. Obecnie park jest miejscem spacerów mieszkańców miasta, ale także zabaw dzieci, gdyż mieszczą się tu dwa place zabaw.
- Park miejski im. R. Traugutta – mieści się w centralnej części miasta, jego powierzchnia wynosi 4,2 ha. Powstał on w latach dwudziestolecia międzywojennego jako miejsce wypoczynku i rekreacji mieszkańców. Park jest położony na terenie o mocno zróżnicowanych wysokościach, co nadaje mu ciekawą kompozycję krajobrazu. W najniżej położonym punkcie znajduje się staw. Początkowo był on stawem przemysłowym, teraz jest przygotowywany do funkcji rekreacyjnych. Na terenie parku odbywa się obecnie większość imprez kulturalnych miasta. Tu mają swoje siedziby Biblioteka Miejska im. Stefana Żeromskiego oraz Kutnowski Dom Kultury, znajduje się tu także amfiteatr. W centralnej części parku stoi pomnik poświęcony żołnierzom poległym w bitwie pod Kutnem 1939.
- Park miejski nad Ochnią – jest najmłodszym parkiem w Kutnie. Prace ziemne zakończono w 2003. Park ma nowoczesny wygląd, gdyż nie jest, tak jak pozostałe parki miejskie, obszarem o dużej lesistości. Obejmuje teren o powierzchni 4,1 ha[potrzebny przypis]. Park jest miejscem uprawiania różnych sportów, sąsiaduje on z kompleksem boisk do koszykówki i piłki nożnej oraz ze stadionem miejskim.

## Demografia

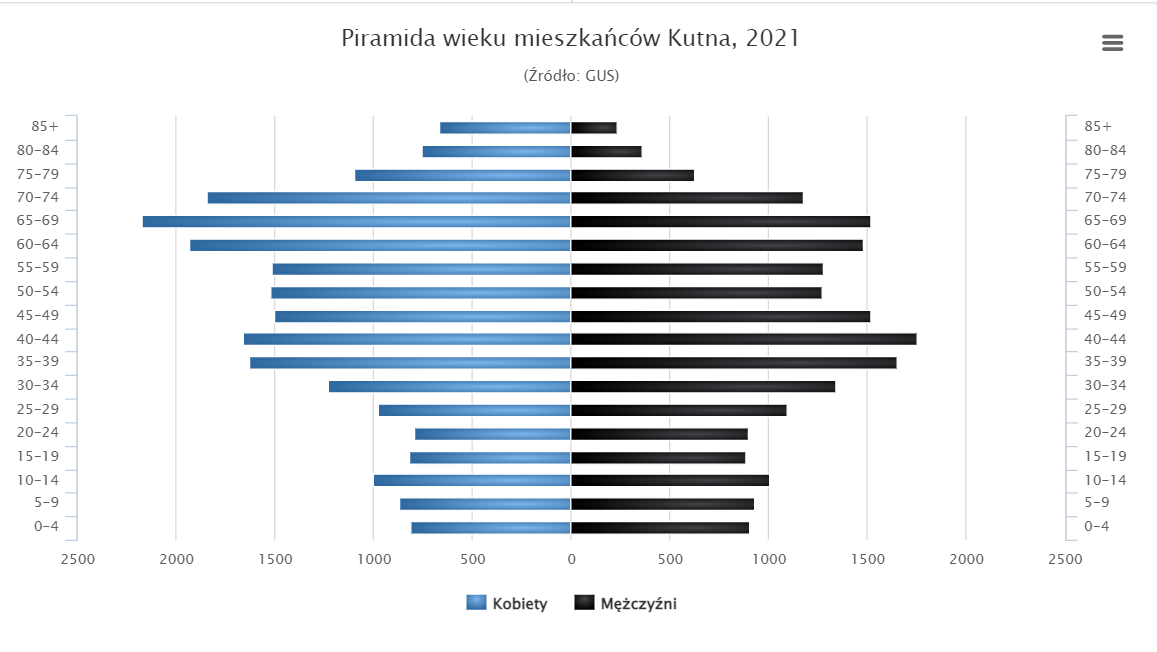
Piramida wieku mieszkańców Kutna w 2021 roku

## Demografia[7]
Dane z 31.12.2022 roku
| Opis                              | Ogółem  | Ogółem  | Kobiety | Kobiety | Mężczyźni | Mężczyźni |
| --------------------------------- | ------- | ------- | ------- | ------- | --------- | --------- |
| Jednostka                         | osób    | %       | osób    | %       | osób      | %         |
| Populacja                         | 41 231  | 100     | 22 057  | 53,5    | 19 174    | 46,5      |
| Gęstość zaludnienia [mieszk./km²] | 1 227,5 | 1 227,5 | 656,7   | 656,7   | 570,7     | 570,7     |

## Edukacja
W mieście istnieje rozwinięta sieć placówek edukacyjnych. Należą do nich m.in.:
- Przedszkola i szkoły podstawowe:
  - Integracyjne Przedszkole Miejskie nr 3 im. Jarzębinki
  - Przedszkole Miejskie nr 5 im. Stokrotki
  - Przedszkole Miejskie nr 8 im. Promyczka
  - Przedszkole Miejskie nr 15 im. Bajki
  - Przedszkole Miejskie nr 16 im. Calineczki
  - Przedszkole Miejskie nr 17 im. Niezapominajki
  - Przedszkole Katolickie
  - Szkoła Podstawowa w Gołębiewie
  - Szkoła Podstawowa nr 1 im. T. Kościuszki
  - Szkoła Podstawowa nr 2 im. Marszałka Józefa Piłsudskiego (przed reformą edukacji 2017 Gimnazjum nr 2 im. Marszałka Józefa Piłsudskiego, przed 1999 rokiem mieściła się tu Szkoła Podstawowa nr 2 im. marsz. Piłsudskiego)
  - Szkoła Podstawowa nr 4 im. M. Kopernika
  - Szkoła Podstawowa nr 5 im. Henryka Sienkiewicza (przed reformą edukacji 2017 Gimnazjum nr 3 im. Henryka Sienkiewicza, przed 1999 rokiem mieściła się tu Szkoła Podstawowa nr 3 im. Komisji Edukacji Narodowej)
  - Szkoła Podstawowa nr 6 im. M. Skłodowskiej-Curie
  - Szkoła Podstawowa nr 7 im. Adama Mickiewicza (przed reformą edukacji 2017 Gimnazjum nr 1 im. Adama Mickiewicza, przed 1999 rokiem mieściła się tu Szkoła Podstawowa nr 7 im. gen. Świerczewskiego)
  - Szkoła Podstawowa nr 9 im. W. Jagiełły
  - Katolicka Szkoła Podstawowa Stowarzyszenia Przyjaciół Szkół Katolickich w Wierzbiu
  - Szkoła Podstawowa im. Marii Konopnickiej w Byszewie
  - Zespół Szkół im. Władysława Stanisława Reymonta w Gołębiewku
- Szkoły ponadpodstawowe
  - Akademickie Liceum Ogólnokształcące z Oddziałami Dwujęzycznymi im. prof. Zbigniewa Religi w Kutnie[56]
  - I LO im. gen. J.H. Dąbrowskiego (tzw. „Dąbrowszczak”)[57]
  - I LO PUL im. 37 Łęczyckiego Pułku Piechoty
  - II LO im. J. Kasprowicza (tzw. „Kaspro”)[58]
  - Katolickie LO Stowarzyszenia Przyjaciół Szkół Katolickich im. św. St. Kostki (tzw. „Katolik”)
  - Zespół Szkół nr 1 im. St. Staszica (tzw. „Staszic”), Szkoła zawodowa (tzw. „Mechanik”)
  - Zespół Szkół Zawodowych nr 2 im. doktora A. Troczewskiego (tzw. „Margaryna”)[59]
  - Zespół Szkół nr 3 im. Wł. Grabskiego (tzw. „Ekonomik”)
  - Zespół Szkół Zawodowych nr 4 im. Zygmunta Balickiego w Kutnie – Azorach
  - Centrum Kształcenia Ustawicznego w Kutnie

- Szkoły wyższe
  - Akademia Nauk Stosowanych Gospodarki Krajowej w Kutnie[60]
  - Zamiejscowy Ośrodek Dydaktyczny Wydziału Ekonomiczno-Socjologicznego Uniwersytetu Łódzkiego
  - Zamiejscowy Ośrodek Wyższej Szkoły Umiejętności Społecznych – Wydział Prawa (jednolite studia magisterskie)

- Szkoły artystyczne
  - Państwowa Szkoła Muzyczna I i II stopnia im. Karola Kurpińskiego

## Media

### Telewizja
- Telewizja Kutno – telewizja internetowa z Kutna i okolic[61][62]

### Radio
- Radio Q – 100,7 FM[63]
- Radio Victoria – 93,8 FM[64]

### Prasa
Gazety wydawane w Kutnie:
- Gazeta Lokalna Kutna i Regionu
- Magazyn KCI Regionu Kutnowskiego
- Nasz Tygodnik Kutno, Łęczyca
- Powiatowe Życie Kutna

### Internetowe portale informacyjne
- KCI – Kutnowskie Centrum Informacyjne[66]
- eKutno[67]
- EKU24[68]
- Panorama Kutna[69]
- Niezależny Portal Internetowy - Webiko Kutno

## Religia

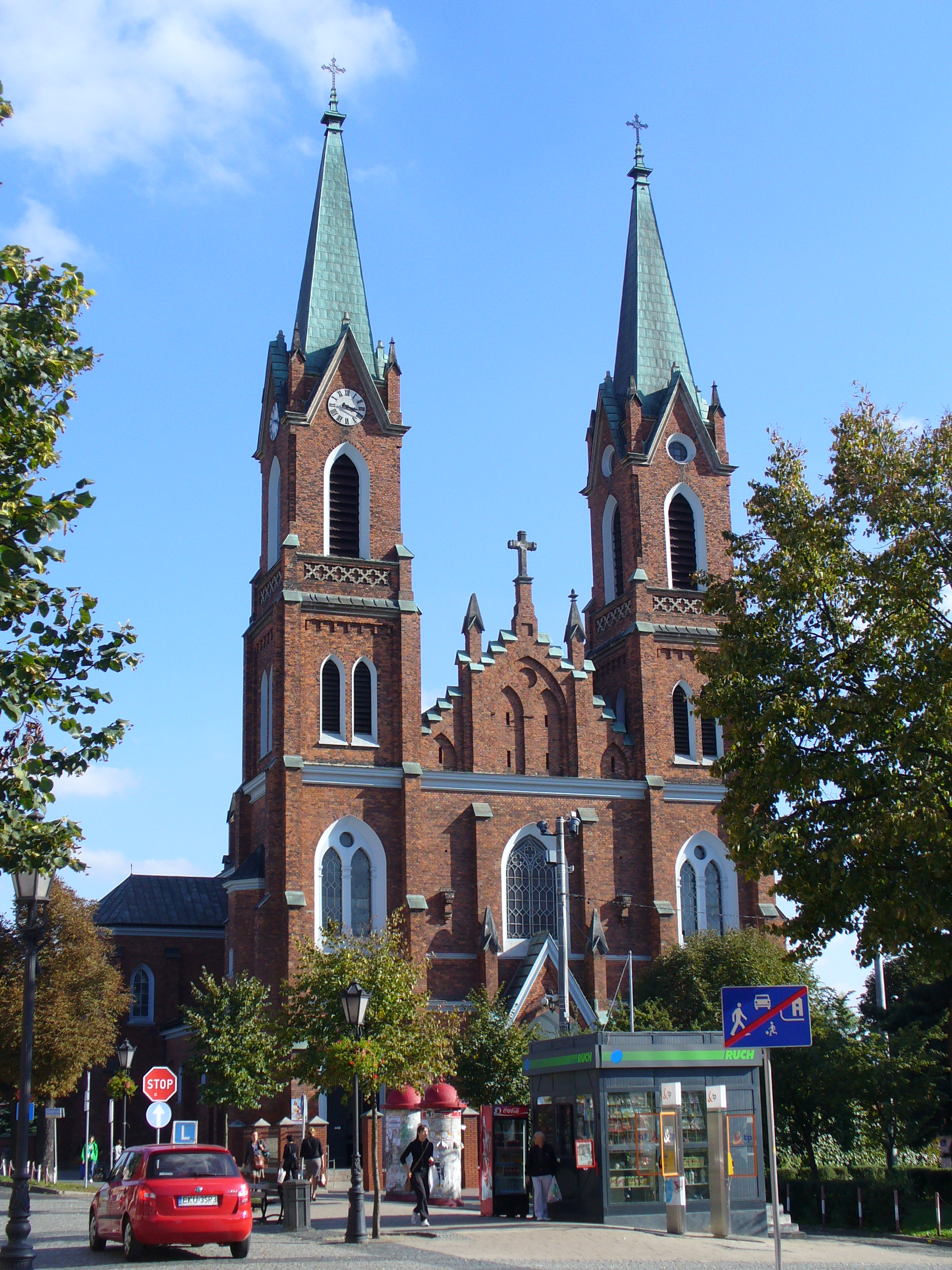
Kościół św. Wawrzyńca w Kutnie

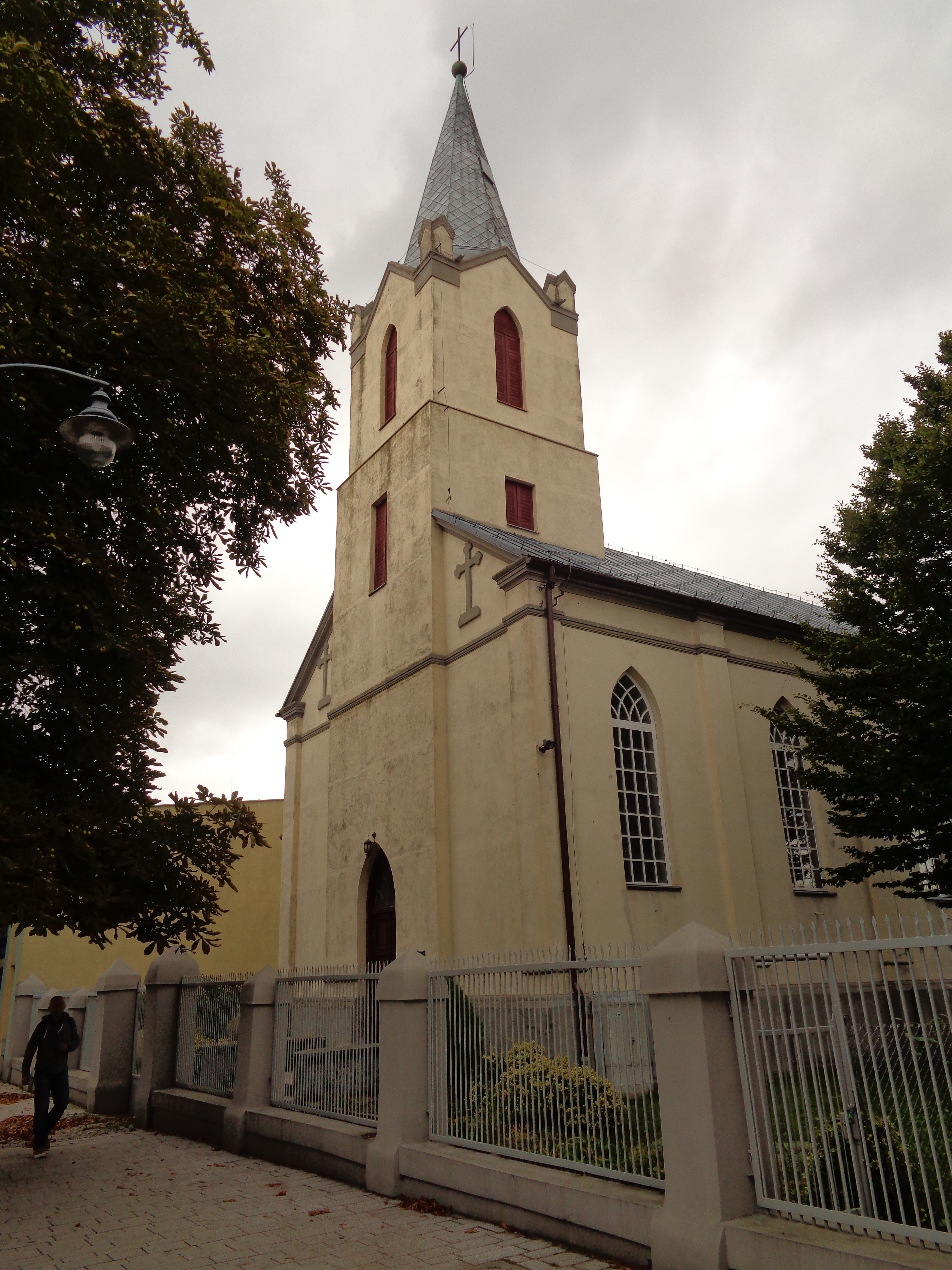
Kościół ewangelicko-augsburski w Kutnie

Na terenie miasta działalność religijną prowadzą następujące Kościoły i związki wyznaniowe:
- Ewangeliczny Związek Braterski:
  - Ewangeliczny Kościół Chrystusowy w Kutnie[70][71]
- Kościół Adwentystów Dnia Siódmego:
  - zbór w Kutnie[72]
- Kościół Chrześcijański „Jezus Żyje”:
  - zbór w Kutnie[73]
- Kościół Ewangelicko-Augsburski:
  - Parafia Ewangelicko-Augsburska w Kutnie[74]
- Kościół Starokatolicki Mariawitów – wierni należą do parafii św. Mateusza Apostoła i Ewangelisty w Nowej Sobótce; od kwietnia 2016 nabożeństwa mariawickie są odprawiane w każdą niedzielę w kościele ewangelicko-augsburskim w Kutnie[75][76]
- Kościół rzymskokatolicki:
  - parafia św. Michała Archanioła[77]
  - parafia św. Jana Chrzciciela[78]
  - parafia św. Jadwigi Królowej[78]
  - parafia Błogosławionych Męczenników Kutnowskich[78]
  - parafia Matki Bożej Wspomożenia Wiernych[77]
  - parafia św. Stanisława BM[77]
  - parafia św. Wawrzyńca[78]
- Kościół Zielonoświątkowy:
  - zbór w Kutnie[79]
- Świadkowie Jehowy:
  - zbór Kutno-Południe[80]
  - zbór Kutno-Północ (w tym grupa ukraińskojęzyczna) – Sala Królestwa ul. Kopernika 32A[80]

## Kultura
Imprezami cyklicznymi miasta są:

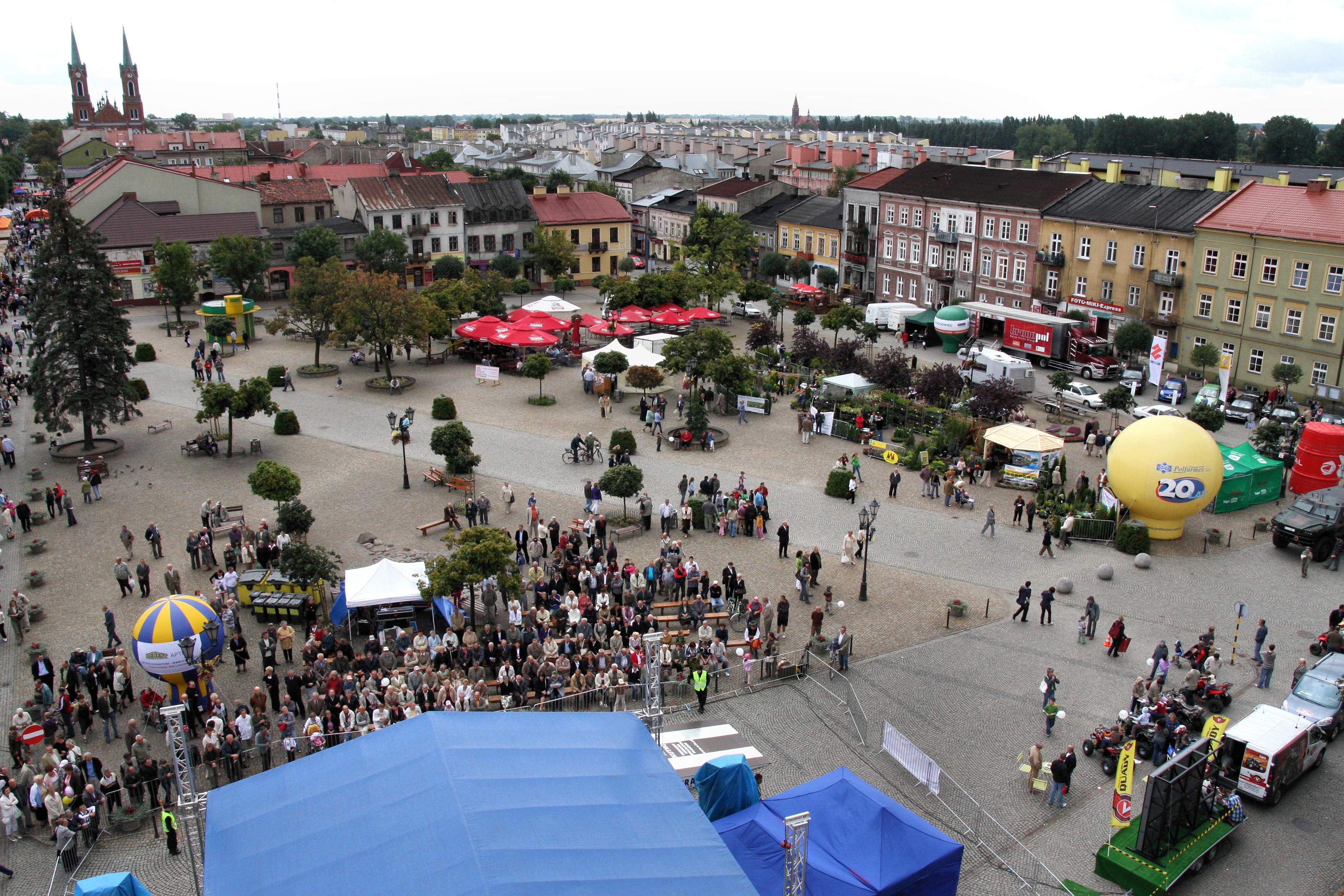
Święto Róży na rynku w Kutnie, 2009 r.

- Święto Róży – cykliczna impreza kulturalna organizowana przez Kutnowski Dom Kultury. Po raz pierwszy odbyła się w dniach 20–21 września 1975 jako Kutnowski Jarmark Różany. Głównym elementem imprezy była wystawa róż pochodzących z plantacji kutnowskich hodowców. Towarzyszyły jej występy grup muzycznych (głównie folklorystycznych), prezentacje twórców ludowych oraz stoiska handlowe. Od 1990 zmieniono nazwę (na Święto Róży), a także formułę imprezy. Wystawy róż wzbogacono o szersze aranżacje plastyczne i scenograficzne.
- Festiwal im. Szaloma Asza – ogólnopolski konkurs literacki, odbywający się co dwa lata. Imprezie towarzyszą koncerty muzyki żydowskiej, wystawa fotograficzna, projekcje filmowe.
- Festiwal „Złoty Środek Poezji” – coroczne wydarzenie literackie o wymiarze ogólnopolskim i międzynarodowym. Pierwsza edycja festiwalu odbyła się w czerwcu 2005.
- Stacja Kutno – ogólnopolski Konkurs Piosenek Honorowego Starosty Kutnowskiego Jeremiego Przybory. Po raz pierwszy odbył się w 2005.
- Fireproof Festiwal Ognia – ogólnopolski konkurs teatrów ognia, odbywający się co rok. Po raz pierwszy festiwal odbył się w sierpniu 2010.
- Odyseja Historyczna – zlot Grup Rekonstrukcji Historycznych. Pierwsza edycja odbyła się w lipcu 2009.

### Kutno w kulturze
- O Kutnie pisze Mieczysław Fijałkowski we wspomnieniowych książkach „Cholerny świat” i „Uśmiechy lat minionych”
- Tytułowe „Miasteczko” z powieści Szaloma Asza jest wzorowane na Kutnie, choć jego nazwa nie pada
- Kutno jest głównym bohaterem poetycko-prozatorskiej książki Artura Fryza „Miasto nad bitwą. 24 sonety municypalne”
- O Kutnie wspomina piosenka zespołu Kult, „Polska”: Czy byłeś kiedyś w Kutnie na dworcu w nocy? Jest tak brudno i brzydko, że pękają oczy[81],
- O Kutnie traktuje piosenka „O Kutno” z tekstem Jeremiego Przybory[82],
- Kuba Sienkiewicz śpiewa również o Kutnie w piosence „Marymoncki Dżon”,
- Wojciech Młynarski śpiewa w piosence „Niedziela na Głównym”,
- Andrzej Rosiewicz ma w swoim repertuarze piosenkę o tytule: „Podróż poślubna do Kutna”,
- O Kutnie śpiewa grupa Pidżama Porno w piosence: „Durna 6, Mądra 11”,
- Kutno pojawia się również w piosence „Wypijmy więc” zespołu Play & Mix,
- EBS (Esencja Bogatych Słów) – utwór zatytułowany „Kutno”,
- W Kutnie odbywa się część akcji filmu „Zabić księdza” w reżyserii Agnieszki Holland (zdjęć nie kręcono w Kutnie),
- W serialu wojennym „Stawka większa niż życie” w odcinku 6 „Żelazny Krzyż”, agent J-23 (Stanisław Mikulski) podczas rozmowy z zegarmistrzem, wymienia nazwisko generała Wienigera. Zegarmistrz (w tej roli Bronisław Pawlik) odpowiada, że ów generał rozkazał rozstrzelać jeńców polskich pod Kutnem.
- W serialu komediowym „Zmiennicy” w odcinku 8 „Fartowny dzień” bohaterowie uciekają z dworca PKP w Kutnie (sceny kręcono na odpowiednio przystosowanym dworcu kolejowym w Grodzisku Mazowieckim),
- W filmie „Rozmowy kontrolowane”, Ryszard Ochódzki, grany przez Stanisława Tyma dzwoniąc do znajomego pułkownika UB Zygmunta Molibdena z hotelu w Suwałkach przez pomyłkę dodzwania się do Kutna.

## Sport

### Obiekty sportowe

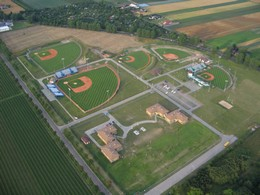
Kompleks Małej Ligi

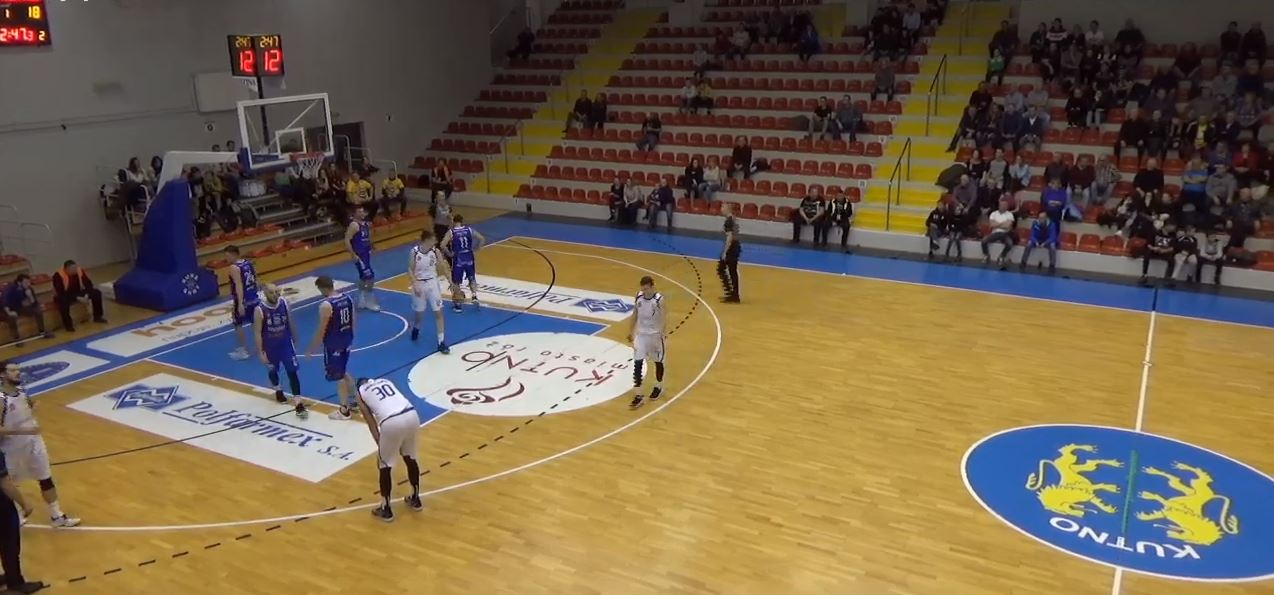
Hala sportowa Szkoły Podstawowej nr 9 podczas meczu Polfarmex-u Kutno w ramach rozgrywek I ligi

- Europejskie Centrum Małej Ligi Baseballowej – w 1984 mieszkaniec miasta, Kubańczyk, Juan Echevarria rozpoczął z grupą młodzieży treningi tej dyscypliny sportu. Założono sekcję baseballową ówczesnej „Stali Kutno”. Jest to największy młodzieżowy ośrodek do gry w baseball w Europie. Co roku odbywają się tu mistrzostwa Europy w różnych kategoriach wiekowych. W skład kompleksu wchodzą dwa w pełni oświetlone, mogące pomieścić po 2 tys. widzów stadiony, trzy boiska treningowe i internaty dla ponad 200 zawodników. Stadiony nazwane są imionami Edwarda Piszka i Stanleya Musiala.
- Stadion Miejski im. Henryka Reymana – stadion piłkarski oraz lekkoatletyczny z trybunami dla 3500 widzów.

### Kluby sportowe
Klubami Kutna są:
- KS Kutno – piłka nożna, obecnie łódzka IV liga
- KS II Kutno – piłka nożna, obecnie łódzka A klasa (sezon 2025/2026)
- Róża Kutno – piłka nożna, obecnie łódzka klasa okręgowa (sezon 2025/2026)
- KS Fair Play Kutno - piłka nożna, obecnie łódzka A klasa (sezon 2025/2026)
- Róża Kutno – piłka nożna kobiet, obecnie III liga
- KS Kutno - koszykówka, obecnie III liga
- UKS Siódemka Kutno - koszykówka, obecnie III liga
- Stal BiS Kutno – klub baseballowy, Ekstraliga
- Stal BiS Kutno II – klub baseballowy, II Liga

## Współpraca międzynarodowa
Kutno współpracuje z wieloma miastami i regionami w Europie. Między innymi ze stolicą powiatu Muldenthalkreis – Grimmą. Kutno współpracuje też z Bat Jamem w Izraelu (obydwa miasta łączy postać Szaloma Asza, wybitnego żydowskiego pisarza). Poprzez Związek Gmin Regionu Kutnowskiego Kutno utrzymuje też kontakty z angielskim hrabstwem Northumberland.

## Komunikacja

### Drogi
Przez miasto przebiegają dwie drogi krajowe: droga krajowa nr 92, będąca bezpłatną alternatywą dla autostrady A2, łącząca Rzepin z Warszawą oraz droga krajowa nr 60 łącząca Kutno z Płockiem i Ostrowią Mazowiecką, która stanowi korytarz tranzytowy dla TIR-ów z państw Nadbałtyckich do Niemiec.
Obydwie drogi krajowe przebiegające przez miasto są poprowadzone obwodnicami, co ułatwia transport tranzytem i sprawia, że w centrum miasta panuje mniejszy ruch kołowy.
Dwa kilometry od Kutna zlokalizowana jest autostrada A1. Kutno obsługiwane jest przez zjazdy z A1 w miejscowościach Kotliska – węzeł Kutno Wschód (2 km od granic miasta) oraz Sójki Kutno Północ (7 km od miasta).
Poza drogami krajowymi przez Kutno przebiega sieć dróg wojewódzkich i powiatowych, łączących miasto z Łodzią i innymi pobliskimi miastami.
Lista dróg krajowych i wojewódzkich w Kutnie:
- 60 Topola Królewska – Kutno – Płock – Ciechanów – Ostrów Mazowiecka
- 92 Rzepin – Pniewy – Poznań – Września – Konin – Kutno – Warszawa – ... – Majdan – Mińsk Mazowiecki – Ryczołek
- 702 Kutno – Zgierz

### Kolej

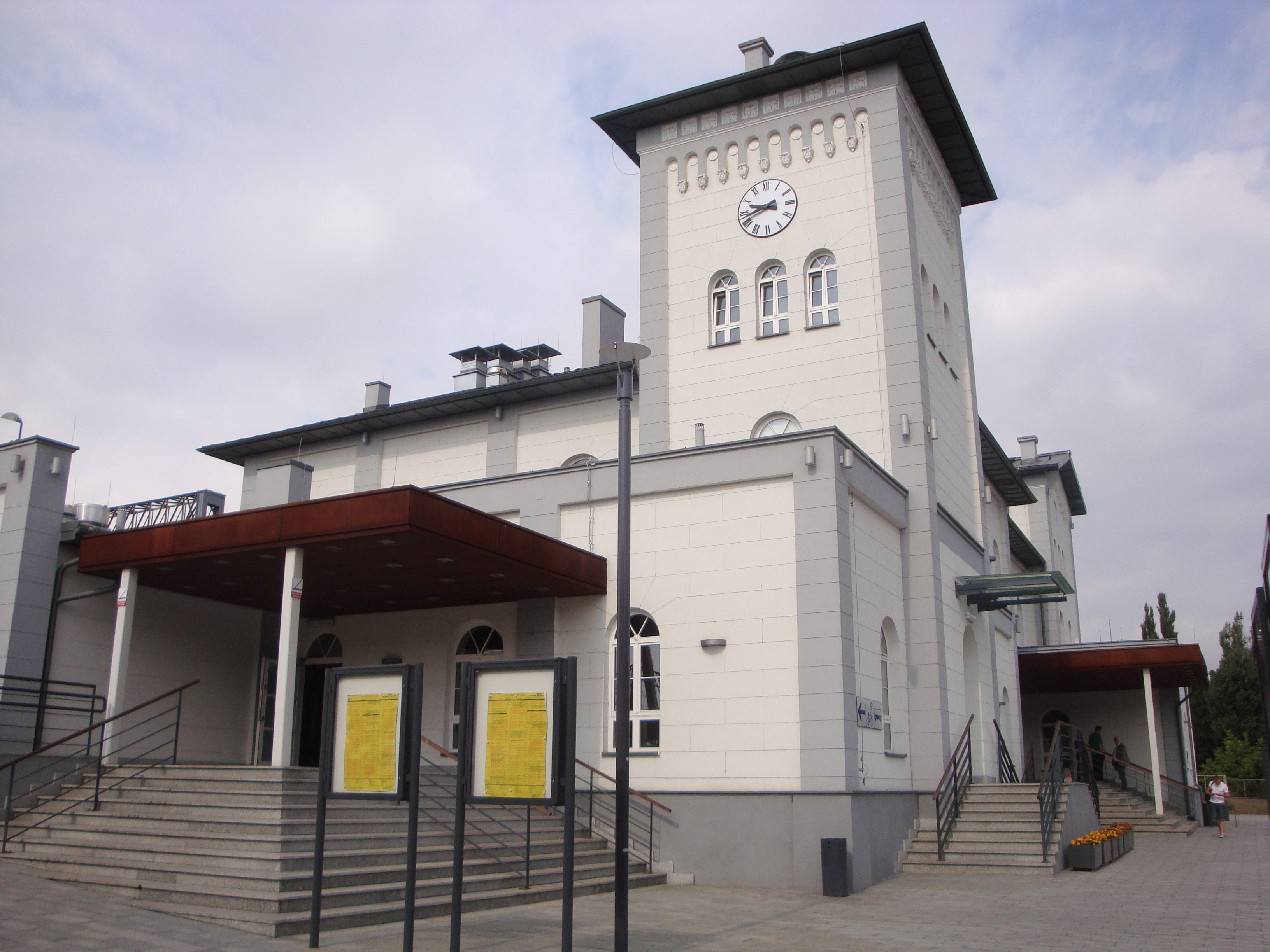
Dworzec kolejowy w Kutnie

Kutno już w XIX wieku stało się ośrodkiem kolejowym w Polsce. Największy rozwój przypadł na lata dwudzieste i trzydzieste XX wieku. Historia kolejnictwa w Kutnie rozpoczęła się w 1861. Powstała wtedy istniejąca do dzisiaj i dalej spełniająca swoje funkcje stacja kolejowa na linii Kolei Warszawsko-Bydgoskiej. Dalszy, intensywny rozwój kolei nastąpił w czasie dwudziestolecia międzywojennego. W latach 1922–1926 powstały połączenia Kutna z Poznaniem (zakończono tym samym budowę trasy kolejowej Warszawa–Poznań), Łodzią i Płockiem. Wybudowano również zakłady naprawcze i parowozownię. W okresie powojennym powstały obecnie istniejące perony i przejście podziemne.
30 września 2011 firma PCC Intermodal otworzyła w Kutnie terminal przeładunkowy dla kontenerów o rocznej zdolności przeładunkowej 200 tys. TEU, i pow. operacyjnej 80 tys. m kw., z 4 torami o długości 600 m, 2 suwnicami bramowymi i 3 dźwigami kontenerowymi (reachstackerami).
Szlak kolejowy prowadzący przez miasto łączy Berlin z Moskwą, Gdańsk z Katowicami, Poznań z Warszawą, Bydgoszcz z Lublinem.
W Kutnie oprócz dworca znajdują się jeszcze dwa przystanki kolejowe na Azorach i na Sklęczkach.
Lista linii kolejowych w Kutnie:
- 3 – Warszawa Zachodnia – Kunowice
- 16 – Łódź Widzew – Kutno
- 18 – Kutno – Piła Główna
- 33 – Kutno – Brodnica

### Transport autobusowy

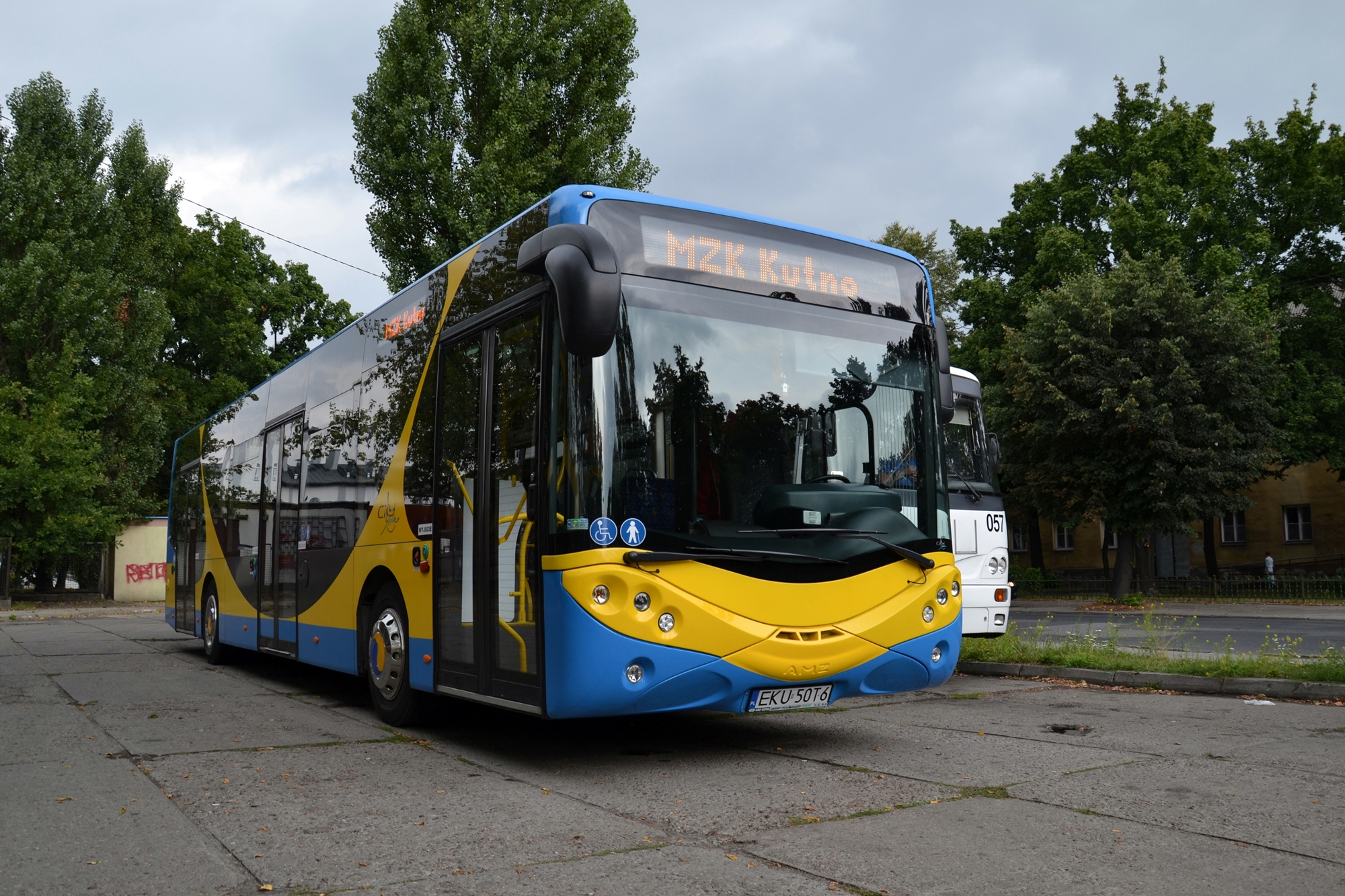
Autobus AMZ CS12LF należący do MZK Kutno

W Kutnie funkcjonowały dwa przedsiębiorstwa komunikacji zbiorowej, których właścicielami były samorządy. Miejski Zakład Komunikacji sp. z o.o. należy do gminy miejskiej Kutno, zaś nieistniejące już Przedsiębiorstwo Komunikacji Samochodowej Kutno sp. z o.o., należące od 2010 do samorządu powiatu kutnowskiego, a od 2013 do PKS Grodzisk Mazowiecki zapewniało do 2018 połączenia z sąsiednimi ośrodkami i miejscowościami, dla których Kutno jest centrum administracyjnym i regionalnym.
Miejski Zakład Komunikacji zapewnia transport mieszkańców w obrębie miasta i w jego najbliższej okolicy. Po Kutnie jeździ 13 linii autobusowych dziennych. Pozostałe linie o numerach od 5 do 16 oprócz obsługi obszaru miejskiego obsługują ludność sąsiadujących z Kutnem miejscowości.
Istnieją również przewoźnicy prywatni obsługujący linię Kutno–Piątek–Zgierz–Łódź.

### Transport lotniczy
W 2014 przy ul. Kościuszki oddano do użytku zmodernizowane, przyszpitalne lądowisko dla śmigłowców sanitarnych.

## Honorowi Obywatele Miasta Kutno
Lista osób którym kutnowska Rada Miasta nadała tytuł Honorowy Obywatel Miasta Kutno:
- Edward Piszek
- Stan Musial
- Eugeniusz Filipowicz
- Antoni Troczewski
- ks. Jan Sposób[86]

## Dawne nazwy ulic w mieście[87]
| Nazwa pierwotna                                                                     | Nazwa obecna                    |
| ----------------------------------------------------------------------------------- | ------------------------------- |
| gen. Karola Świerczewskiego (w 1940 Warschauerstraβe, przed 1930 Szosowa)           | kardynała Stefana Wyszyńskiego  |
| Hindenburgsdamm (przed 1924 Poznańska)                                              | Gabriela Narutowicza            |
| Ganghoferstraβe (przed 1924 Zawadzka)                                               | Jana Kochanowskiego             |
| Brombergerstraβe (przed 1939 Senatorska)                                            | Norberta Barlickiego            |
| Judengasse (przed 1924 Synagoska)                                                   | Berka Joselewicza               |
| Feliksa Dzierżyńskiego (w 1940 Eisenbahnstraβe, przed 1924 Kolejowa)                | 3-go Maja                       |
| gen. Siemiona Kriwoszeina                                                           | gen. Władysława Sikorskiego     |
| Hanki Sawickiej (w 1940 Wolfstraβe)                                                 | Wilcza                          |
| Głogowiecka (w 1940 Leslauerstraβe, przed 1924 Szosa do Gołębiewa)                  | Marii Skłodowskiej-Curie        |
| Marcina Kasprzaka (w 1940 Schillstraβe)                                             | Augustyna Kordeckiego           |
| Grabenstraβe                                                                        | Warszawskie Przedmieście        |
| Jurija Gagarina                                                                     | Wazów                           |
| 22 Lipca                                                                            | Wiosny Ludów                    |
| Rathausstraβe (przed 1930 generała Gustawa Orlicz-Dreszera)                         | Wincentego Witosa               |
| Związku Młodzieży Polskiej                                                          | Bł. ks. Michała Woźniaka        |
| Ernsta Thälmanna (w 1940 Gneisenaustraβe, przed 1939 prezydenta Thomasa W. Wilsona) | Zbożowa                         |
| Mariana Buczka (w 1940 Condorstraβe, przed 1939 Legionowa)                          | Peowiacka                       |
| Armii Czerwonej                                                                     | Bolesława Krzywoustego          |
| Aleja Związku Walki Młodych                                                         | Papieża Jana Pawła II           |
| Poststraβe                                                                          | Tadeusza Kościuszki             |
| Saarlandstraβe                                                                      | Stefana Okrzei                  |
| Ludwika Waryńskiego                                                                 | Kazimierza Pułaskiego           |
| Moltke-Straβe (w 1940 Litzmanstraβe)                                                | Tadeusza Rejtana                |
| Pawła Findera                                                                       | gen. Stefana „Grota” Roweckiego |
| Jahn-Straβe (przed 1929 Rampowa)                                                    | Wojciecha Rychtelskiego         |
| Grenzstraβe                                                                         | Obrońców Pokoju                 |
| Bismarck-Allee (przed 1930 Folwarczna)                                              | Jana III Sobieskiego            |
| Karlstraβe                                                                          | Jana Tarnowskiego               |
| Mackensen-Straβe                                                                    | Jana Karola Chodkiewicza        |
| Malwiny i Wincentego Wardów (w 1940 Schützenstraβe, przed 1939 37 PP)               | dr. Antoniego Troczewskiego     |
| Róży Luksemburg                                                                     | Szpitalna                       |
| Józefa Stalina (do 1953 roku) (w 1940 Hauptstraβe)                                  | Królewska                       |
| Industriestraβe                                                                     | Przemysłowa                     |
| Hermann Göring-Straße (przed wojną Pałacowa)                                        | Henryka Sienkiewicza            |

Dawne nazwy placów w Kutnie:
- W czasie okupacji niemieckiej obecny Plac Marszałka Józefa Piłsudskiego (noszący tę nazwę od 1933 roku), został przemianowany przez Niemców na Adolf Hitler-Platz. W czasach PRL-u, zmieniono nazwę na Plac 19 stycznia (data związana z wkroczeniem Armii Czerwonej do Kutna).
- Obecny Plac Wolności przed 1939 nosił imię Bronisława Pierackiego, natomiast w trakcie okupacji Alter Markt.